# Língua quasa
O kwazá é uma língua indígena, falada no sudeste do estado brasileiro de Rondônia (Brasil), que encontra-se em situação de quase desaparecimento. Em 2013, os falantes do kwazá configuravam uma população de oitenta pessoas, inseridas entre a Terra Indígena kwazá do Rio São Pedro e a de Tubarão-Latundê. Os demais falantes de kwazá se localizam  aos redores de Pimenta Bueno, Vilhena, Chupinguaia, Porto Velho, Costa Marques e Guajará-Mirim. Devido à falta de uso da língua pelos falantes, a sua transmissão para as próximas gerações está em risco. O kwazá é geralmente classificado como uma língua isolada, pois não possui afiliação reconhecida com outras famílias linguísticas. Contudo, é preferível dizer que trata-se de uma língua ainda não classificada devido à carência de informações sobre ela.

## Distribuição

### Localização geográfica e linguística
No oeste do estado de Rondônia há uma fronteira nacional com a Bolívia, definida pelo rio Guaporé. A sua beira leste faz fronteiras com o estado brasileiro do Mato Grosso, próximo de onde banha o rio Pimenta Bueno. Mais à jusante, o rio Guaporé é chamado de Mamoré e o rio Pimenta Bueno de Jí-Paraná ou Machado. Ambos os sistemas de rios, os quais abrangem a maior parte de Rondônia, desaguam no rio Madeira, o qual novamente deságua no rio Amazonas.

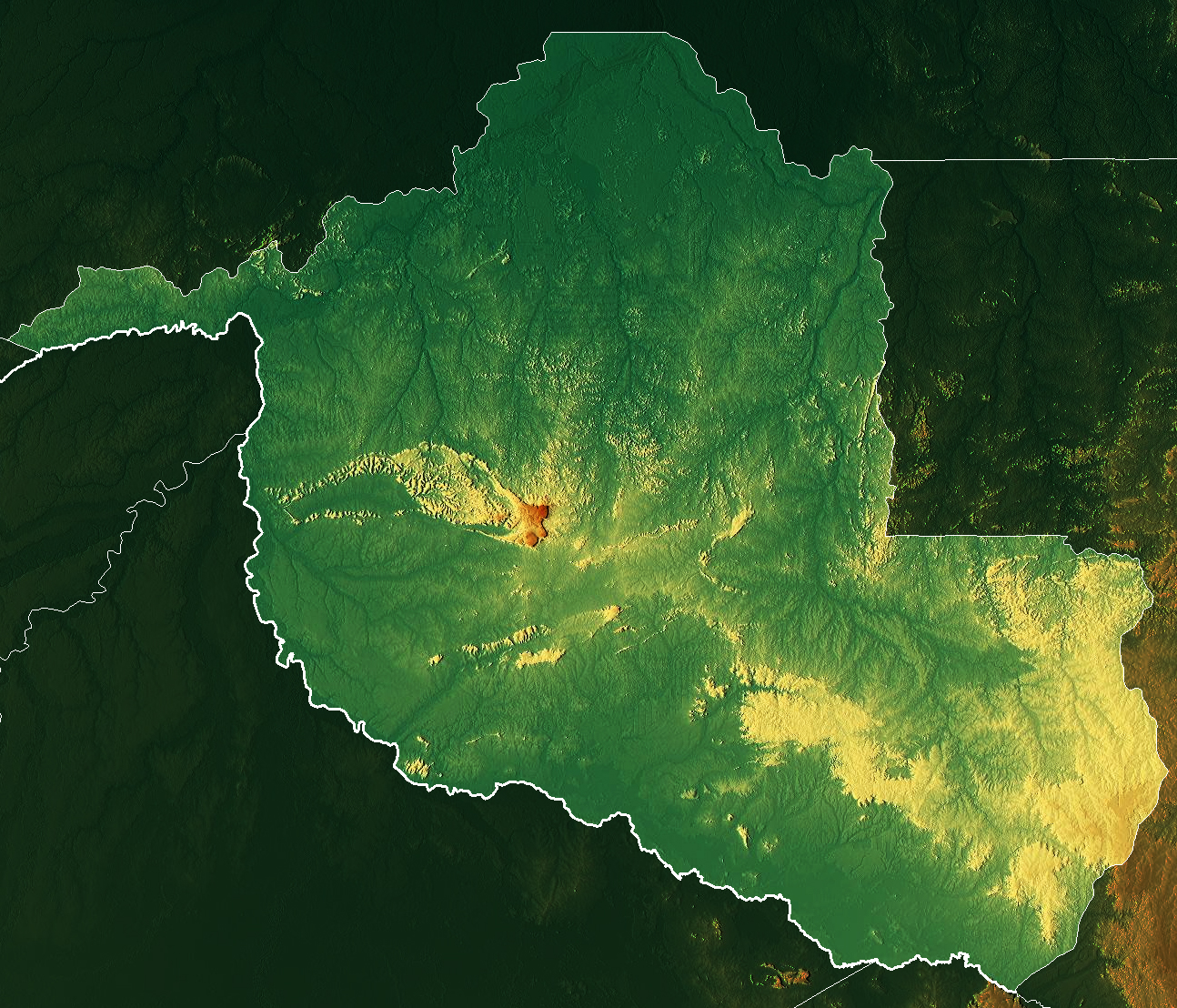
Território de Rondônia.

Rondônia pertence às planícies amazônicas, desfrutando de rios e florestas tropicais, e representa uma das regiões linguisticamente mais diversas da América do Sul. Atualmente, a região do Guaporé abriga mais de quarenta línguas indígenas, isso potencializa a possibilidade de esse local ter sido um dos pontos da origem dos povos sul-americanos. Os kwazá estão inseridos aos redores do rio São Pedro afluente do rio Pimenta Bueno que está associada a uma fronteira étnica, cultural e linguística que dividia o povo tupi e do povo nambikwara.

## História

### Autodenominação
A sociedade indígena kwazá é falante da língua homônima. Apesar de que determinadas literaturas e os demais povos vizinhos referirem-se aos kwazá por meio das denomiações 'koaiá, koaya, coaiá ou quaia', eles não as reconhecem e as consideram errados. Assim, definem que o nome correto a ser utilizado é kwazá, mesmo que não haja atribuição de sentido a esse termo.  Por exemplo, os salamãi os chamavam antigamente de koaiá. O povo aikanã os chamava de kwazá, sendo assim acredita-se que o nome 'kwazá' não seja a autodenominação original do povo, pois o som presente na fala dessa palavra não está presente  no inventário de sons kwazá. O nome 'Arara' foi utilizado no passado por funcionários da FUNAI, porém essa denominação não é apreciada pelos indígenas e não foi amplamente difundida, já que ela poderia causar confusão com outros povos de Rondônia chamados 'Arara'. Há outras autodenominações de valor descritivo, mas que não são muito usadas. Os nomes Tsãrã txinuténaheré 'aqueles da terra grande', Tsãrã txuhuinaheré 'aqueles da terra pequena' faziam alusão aos dois grupos de kwazá que moravam em lugares distintos no sul de Rondônia até o final do século passado. Além disso, o povo kanoé chamava os kwazá de Tainakãw. A sua adaptação para a língua portuguesa é quasa. É perceptível que existe uma variada gama de denominações desse povo, que também representam o nome da língua falada por ele, kwazá. 

### Variação linguística e seu contexto
A língua portuguesa possui maior prestígio social e proporciona a comunicação geral entre as pessoas, principalmente por conta dos casamentos interétnicos entre o povo kwazá, os aikanãs e os não indígenas. O português falado é oriundo dos imigrantes nordestinos, chamados de “soldados da borracha” no contexto da época. Migrantes das regiões  sul, sudeste e centro oeste do país também ocuparam a área, depois o declínio da borracha, assim acabando por influenciar a fala do português pelos kwazá do rio São Pedro. Tal variação demonstra a condição de seringueiro, ocupada pelos kwazá por um longo período.

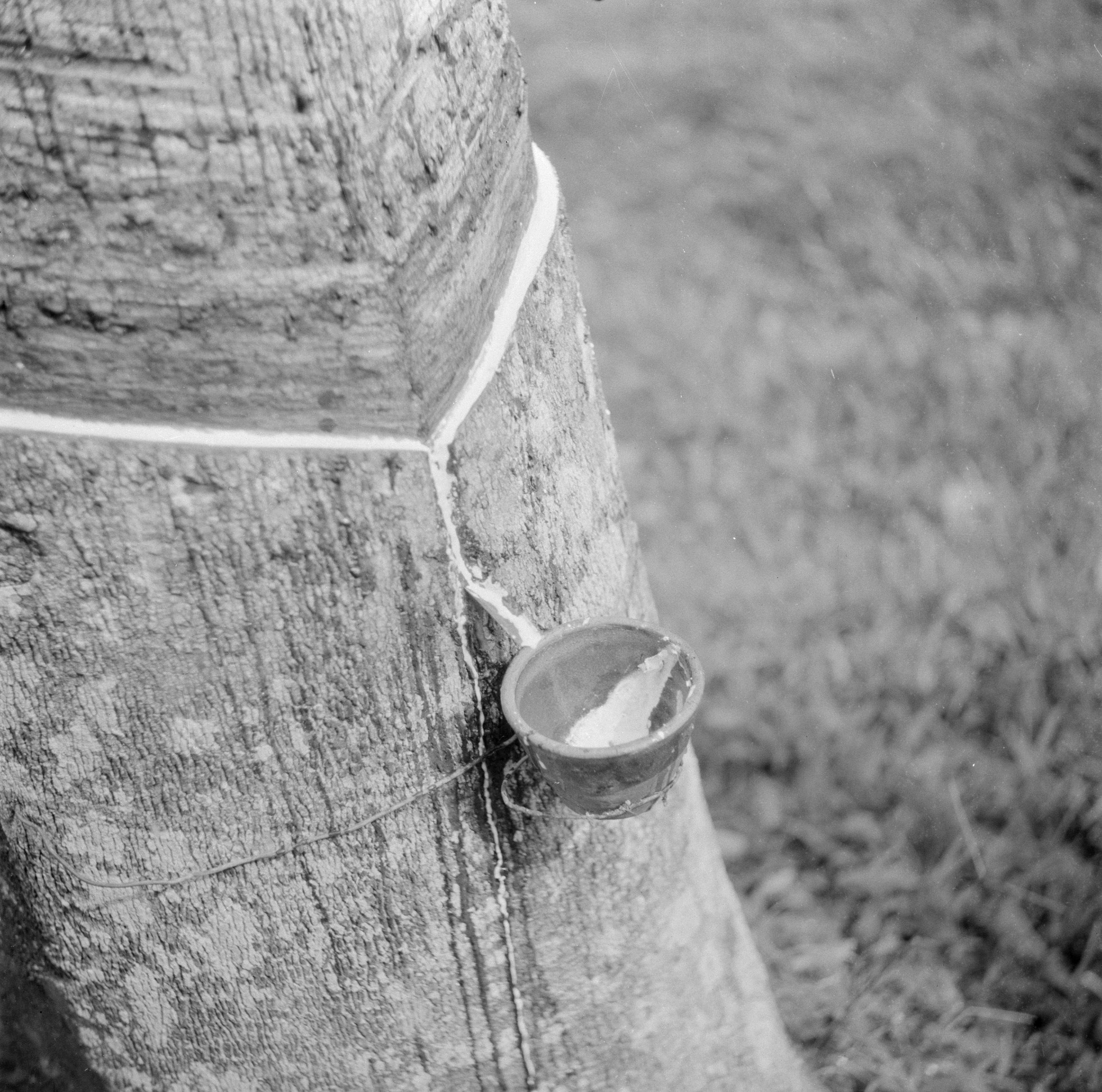
Extração da borracha.

A depopulação indígena assolou os povos durante a década de 1930. Assim, diversos povos juntaram-se no mesmo espaço geográfico, a fim de trabalharem nos seringais. Os sobreviventes do povo kwazá, nesse contexto, aos poucos deixaram de usar a sua língua materna, devido também à violência verbal e física existente contra aos falantes da língua nativa. A política de boa vizinhança proporcionou um método de resistência adquirida pelos kwazá do rio São Pedro. Assim, misturaram-se aos seringueiros e adotaram o hábito de vida deles e utilizando o português como primeira língua. Nos útimos anos, uma família kwazá, que vivia na Terra Indígena Tubarão Latundê, passou a viver na aldeia São Pedro, assim ampliou-se o uso do kwazá nesse local, havendo possibilidade de que a língua seja revitalizada.

Situação em que indígenas se encontravam na extração de borracha na Amazônia.

É importante destacar que os falantes da língua kwazá pertencem a duas diferentes famílias. A Família I está inserida entre falantes de aikanã e com falantes de língua portuguesa. Nesse núcleo familiar, é comum o trilinguismo (nesse caso, composto pelas línguas kwazá, aikanã e o português). Já os membros da Família II situam-se em localidades isoladas, de forma que kwazá é falado quase que exclusivamente. Alguns membros dessa família são monoglotas,  bilíngues ou trilíngues, assim como ocorre na Família I. Há certas variações fonéticas entre a fala de ambas as famílias.

## Fonologia
O inventário de fonemas indígenas kwazá compreende oito vogais orais, sete vogais nasais e dezenove consoantes. A língua kwazá tem vários glides ou semivogais, que podem ser nasalizados. Essas semivogais ocorrem em posições não silábicas após uma vogal completa. Eles são mais bem atribuídos aos fonemas vocálicos aos quais estão foneticamente mais relacionados. Os glides pré-vocálicos são tratados como fonemas consonantais aproximantes separados.

### Vogais
O sistema vocálico kwazá compreende oito fonemas vocálicos orais e sete fonemas vocálicos nasais. Na tabela a seguir, todos os fonemas vocálicos orais do kwazá estão listados:.
|             | Anterior | Central | Posterior |
| ----------- | -------- | ------- | --------- |
| Fechada     | i        |         | u         |
| Semifechada | e        | y       |           |
| Média       |          |         |           |
| Semiaberta  | ɛ        | œ       | o         |
| Aberta      |          | a       |           |

Na tabela a seguir, todos os fonemas vocálicos nasais do kwazá estão listados:
|             | Anterior | Central | Posterior |
| ----------- | -------- | ------- | --------- |
| Fechada     | ĩ        |         | ũ         |
| Semifechada | ẽ        | ỹ       |           |
| Média       |          |         |           |
| Semiaberta  | ɛ̃        |         | õ         |
| Aberta      |          | ã       |           |

### Consoantes
Na tabela a seguir, todos os fonemas consonantais kwazá estão listados:
|             | Labial | Lamino-alveolar | Apico-alveolar | Palatal | Velar | Glotal |
| ----------- | ------ | --------------- | -------------- | ------- | ----- | ------ |
| Plosiva     | p      | t               | c              |         | k     | ʔ      |
| Implosiva   | b      |                 | d              |         |       |        |
| Africada    |        | ts              |                | tx      |       |        |
| Fricativa   |        | s               | x              |         |       | h      |
| Nasal       | m      |                 | n              | ñ       |       |        |
| Vibrante    |        |                 | r              |         |       |        |
| Lateral     |        |                 | l              |         |       |        |
| Aproximante | w      |                 |                | j       |       |        |

### Fonotática
A estrutura silábica do kwazá é predominantemente: (Consoante) → Vogal 
Quando a sílaba contem um ou mais glides, então a estrutura é mais complexa: (Consoante) → (Glide) → Vogal → (Glide) 
A língua não tem encontros consonantais que não sejam uma combinação consoante-glide. É possível que o palatal africado /tx/ se originou de uma combinação do apico-alveolar plosivo /c/ e do lamino-alveolar fricativo /s/. Um recurso especial do sistema de consoantes é que parece ser uma oposição entre as consonantes plosivas e implosivas, em vez de entre consoantes vozeadas e desvozeadas.

## Ortografia
A ortografia prática da língua kwazá para uso de seus falantes foi desenvolvida em uma cooperação dos próprios Kwazá. A ortografia prática e o seu equivalente fonêmico é apresentado abaixo:
| Ortografia | Fonema | Aproximação com o Pt-Br                                  |
| ---------- | ------ | -------------------------------------------------------- |
| a          | /a/    | pá [ˈpa]                                                 |
| ã          | /ã/    | lã [ˈlɐ̃]                                                 |
| b          | /b/    | bule [ˈbuli]                                             |
| d          | /d/    | data [ˈdatɐ]                                             |
| e          | /e/    | cesta [ˈsɛʃtɐ]                                           |
| ee         | /ɛ/    | mel [ˈmɛw]                                               |
| ẽẽ         | /ɛ̃/    | Não há no Pt-Br (equivalente a main ['mɛ̃] (em francês))  |
| h          | /h/    | rato [r̄′atu]                                             |
| '          | /ʔ/    | como a pausa em ã-ã [ˈɐ̃ɐ̃] (negação)                      |
| i          | /i/    | ilha [ˈiʎɐ]                                              |
| ĩ          | /ĩ/    | sinto [ˈsĩtu]                                            |
| y          | /j/    | iôiô [iˈojo]                                             |
| ɨ          | /y/    | Não há no Pt-Br (equivalente a chute [ʃyt] (em francês)) |
| ɨ̃          | /ỹ/    | Não há no Pt-Br                                          |
| k          | /k/    | coroa [koˈɾoɐ]                                           |
| l          | /l/    | livro [ˈlivɾu]                                           |
| m          | /m/    | mão [ˈmɐ̃w̃]                                               |
| n          | /n/    | não [ˈnɐ̃w̃]                                               |
| ny         | /ñ/    | unha [ˈuɲɐ]                                              |
| o          | /o/    | pó [ˈpɔ]                                                 |
| õ          | /õ/    | conto [ˈkõtu]                                            |
| ö          | /œ/    | Não há no Pt-Br (equivalente a 月 [ɥœ˥˩] (em mandarim))  |
| p          | /p/    | pato [ˈpatu]                                             |
| r          | /r/    | touro [ˈtoɾu]                                            |
| s          | /s/    | salto [ˈsawtu]                                           |
| x          | /x/    | arrasto [aˈʁaʃtu]                                        |
| t          | /t/    | tatu [taˈtu]                                             |
| ty         | /c/    | Não há no Pt-Br (equivalente a qui [ci] (em francês))    |
| ts         | /ts/   | tsunami [tsunɐˈmi]                                       |
| tx         | /tx/   | tchau [ˈtʃaw]                                            |
| u          | /u/    | suco [ˈsuku]                                             |
| ũ          | /ũ/    | unto [ˈũtu]                                              |
| w          | /w/    | pão [ˈpɐ̃w̃]                                               |

## Gramática

### Nomes
Os nomes são definidos pelos pronomes pessoais e pelo pronome interrogativo. No kwazá não há artigos, adjetivos, marca de gênero ou de número. Há, no entanto, uma marca possesiva, que é utilizada apenas para a terceira pessoa: tjate (dele(a)).
| Marca possessiva | Exemplo     | Significado |
| ---------------- | ----------- | ----------- |
| tjate (dele(a))  | kanwã-tjate | canoa dele  |

Também há vários sufixos que indicam as funções sintáticas ou os papéis semânticos:
| Sufixo | Função sintática ou papel semântico | Exemplo                      | Tradução Pt-Br                    |
| ------ | ----------------------------------- | ---------------------------- | --------------------------------- |
| -wã    | marca do objeto animado             | aha-'wã ãwỹi-'ra             | Vá ver o seu pai!                 |
| -ko    | instrumental                        | prego-'ko'twe-ki             | O prego passou pela porta.        |
| -na    | locativo                            | a'xy-na                      | Na casa.                          |
| -du    | beneficiário                        | dilɛ-'du-xa-re               | Para quem você está fazendo isso? |
| -dynỹ  | comitativo                          | sam'weu onɛ-'ki zjwãu-dy'nỹ  | Samuel está vindo e João também.  |
| -le    | só, somente                         | txi-tay-tɛ-'le wanɛ-tsy-'tse | Traga apenas o frasco grande!     |
| -rata  | primeiro                            | kawa'pɛ-rata 'a-(ĩʔĩ-'hỹ)-ki | A barata existiu primeiro.        |

Existem duas subclasses de nomes: os independentes (morfemas livres), e  os dependentes (morfemas presos) que referem-se principalmente a partes do corpo humano e a orientadores espaciais (direcionais). Os nomes dependentes podem ser alomorfes de algum nome independente. Ambos os nomes -tuku 'língua de alguém' (dependente) e tjuku 'língua' (independente) são alomorfes de apenas um morfema em distribuição complementar. Os nomes dependentes tem a possibilidade de tornar-se independentes com a autófora independentizador. Nesse caso, -kai 'perna de' (dependente), que configura-se para e-kai 'perna'. A partir de uma perspectiva morfológica, os nomes dependentes afixam-se ao nome da frase, assim como em Pédro-dɨ-kai 'perna de Pedro' (com -kai perna de, -di possessão de). Ou, se existe um verbo, o nome dependente torna-se parte dele, demarcando a posição das marcas pessoais intraverbais que referenciam a concordância com o sujeito (verbo intransitivo) ou com o objeto (verbo transitivo). No aspecto semântico, os nomes dependentes sempre demarcam uma relação ontológica ou de dependência com outro nome, assim como em -mãi n.dep. 'dente de (alguém)' e -jãhã n.dep. 'caminho de (alguém)'. Existem mais de cem nomes dependentes com a capacidade de expressar esse sentido ontológico. 

#### Pronomes pessoais
A língua kwazá tem seis pronomes pessoais. Os pronomes pessoais não são claramente marcados para número. No entanto, dois dos pronomes citados, si e xyi, também aparecem como raiz de palavras derivadas, formadas pela afixação do elemento -tsɛ. Eles se referem a pessoas plurais: tsitsɛ ‘nós (exclusivo)' e xyitsɛ 'vocês (plural)'. Observe que tsitsɛ e txana às vezes são também realizado como [sitsɛ] e [tana] ou [tjana] respectivamente.
O elemento -tsɛ poderia ser interpretado superficialmente como um marcador de plural, mas ele só pode ser combinado com pronomes de primeira e segunda pessoa, e não ocorre com a terceira pessoa. Portanto, parece mais provável que ele marque a “associação” de uma terceira pessoa. Nessa análise, a diferença entre o “eu” e “nós” e entre “você (singular)” e “vocês (plural)” é expresso de forma eficaz, nomeadamente através da associação semântica de uma pessoa a uma pessoa diferente. Como já existe um pronome de primeira pessoa inclusivo, txana, este sistema permite ao mesmo tempo uma distinção entre inclusivo e primeira pessoa exclusiva “plural”. Do ponto de vista morfológico, este sistema é parcialmente supletivo.
| Pessoa | Associação | Forma   | Significado          |
| ------ | ---------- | ------- | -------------------- |
| 1      |            | si      | eu                   |
| 2      |            | xyi     | você                 |
| 1      | 2          | txa’na  | nós (inclusivo)      |
| 1      | 3          | tsi'tsɛ | nós (exclusivo)      |
| 2      | 3          | xyi'tsɛ | vocês                |
| 3      |            | ĩ       | ele, ela, eles, elas |

#### Pronome interrogativo
Existe apenas um pronome interrogativo na língua kwazá, dilɛ, que significa 'quem'. Além disso, uma frase só pode conter um lexema interrogativo. Não há algum pronome indefinido específico em kwazá, assim, em sentenças não interrogativas, dilɛ? pode ser considerado um pronome indefinido. Segue exemplos do uso desse pronome:
| Língua kwazá                     | Língua portuguesa             |
| -------------------------------- | ----------------------------- |
| dilɛ-dynỹ o'ja-xa-re             | Com quem você foi?            |
| peDro jere'xwa dilɛ-'wã wa'dy-re | A quem Pedro deu um cachorro? |
| dilɛ-wã-here aw're-da-tara-tse   | Eu vou me casar com algúem.   |
| di'lɛ ka'hɛ-hata-re              | Quem te mordeu?               |

### Verbos
Os verbos formam uma classe aberta e compartilham várias propriedades que os membros das outras categorias não possuem:
a) Os verbos consistem em raízes que não podem ocorrer como elementos livres;
b) Os verbos requerem inflexão de pessoa e modo;
c) Os verbos podem ser nominalizados pela adição de sufixos nominalizantes ou classificadores;
Processos, ações ou estados são expressados pelos verbos do kwazá, que abrigam de forma obrigatória as marcas de concordância tanto com o sujeito quanto com as marcas de modo. As marcas modais são obrigatórias e configuram-se como sufixos no final da palavra em questão. 
| Marca        | Caso                      |
| ------------ | ------------------------- |
| -ki / tsɛ    | declarativo               |
| -re          | interrogativo             |
| -ra / -ta    | imperativo                |
| -ki          | imperativo (com negativo) |
| -(i)ni / -ja | exortativo                |
| -mĩ          | volitivo                  |
| -tsi         | admonitivo, advertitivo   |

#### Tempo, modo e aspecto
O modo é expresso por morfemas verbais formativos de oração. Quando expressos, tempo e aspecto são expressos na morfologia verbal através de diferentes meios. A reduplicação e vários sufixos servem para indicar contrastes temporais, aspectuais e outros modais. Kwazá tem uma distinção básica entre futuro e não-futuro. A distinção entre passado e presente muitas vezes não é marcada. No entanto, existem maneiras de expressar o presente e o passado. Advérbios como txa'rwa 'primeiro, agora, hoje' e lato 'ontem' referem-se a eventos presentes e passados perifrasticamente. Além disso, existem possibilidades morfológicas para expressar diferentes graus de pretérito. Kwazá tem uma série de morfemas que expressam distinções aspectuais como repetitivo e habitual. No entanto, a distinção entre pretérito e graus de perfectividade aspectual é vaga. Alguns sufixos temporais como futuro -nã-, e aspectuais como procrastinação -tara- também possuem valor modal, neste caso respectivamente: ‘querer’ e ‘felizmente’. Além disso, a primeira pessoa do singular do morfema de modo volitivo, -damỹ, pode ser usada como um sufixo modal "querer" em vez de um modo estritamente gramatical e marcador de pessoa. 

#### Marcação zero de presente e passado
A distinção gramaticalizada básica em kwazá é entre futuro e não-futuro. Além disso, existem alguns meios menos básicos para expressar o passado remoto. Predicados que não são marcados para futuro ou passado remoto podem ser interpretados como referindo-se a um estado de coisas no presente, assim como no passado. A interpretação temporal exata de um verbo não marcado depende do contexto do discurso ou dos advérbios temporais. Além disso, o morfema -ky indica pretérito, mas não é encontrado com muita frequência. 

#### Marcas verbais (facultativas)
Existem cerca de quarenta a cinquenta direcionais que funcionam como as preposições do português. Estes podem ser independentizados pela autófora a-', formando “advérbios de lugar”, como no caso -toto 'parte superior', a-toto 'em cima'.  
As marcas de valência fazem referência à voz: 
| Marca    | Caso                        |
| -------- | --------------------------- |
| -ta/-tja | transitivizador, aplicativo |
| -di      | causativo                   |
| -tɨ      | detrimental                 |
| -nĩ      | reflexivo                   |
| -lɛ      | recíproco                   |
| -ete     | comitativo                  |

Também é preciso ressaltar sobre as marcas de tempo, aspecto e modalidade:
| Marca              | Sentido atribuído                                                  |
| ------------------ | ------------------------------------------------------------------ |
| -kɨ                | passado                                                            |
| -ĩ-ĩ               | passado remoto, habitual                                           |
| -nã                | futuro                                                             |
| tsi                | potencial (futuro)                                                 |
| -te                | propósito                                                          |
| -heta              | desiderativo (“querer”)                                            |
| -here              | conjectural, frustrada, possibilidade (“tentar em vão”)            |
| -tehere / -tjehere | conjectura dedutiva, probabilidade (“deve (chover)”, “parece que”) |
| -ridi              | irreal                                                             |
| -tsi               | resignação                                                         |
| -le                | frustrativo (“quase”, “infelizmente”)                              |
| -tara              | procrastinativo (“depois”, “talvez”)                               |
| -hĩ                | passado                                                            |
| -ja                | já                                                                 |
| -tjarjã            | sempre                                                             |
| -ihĩ               | contrastivo (“pelo contrário”)                                     |
| -hehĩ              | contrastivo (“mas”, “porém”, “no entanto”)                         |
| -te(te)            | intensivo (“muito”)                                                |
| -e                 | repetitivo (“de novo”)                                             |
| -dutu              | consecutivo (“em seguida”)                                         |

As nominalizações são comuns, sendo possível formar subordinadas nominais (completivas) e subordinadas relativas. Os nominalizadores principais são : 
| Nome         | Tipo            |
| ------------ | --------------- |
| -hĩ          | nom.neutra      |
| -nãi         | nom.neutra      |
| -a-hĩ /-ĩ-hĩ | nom.abtrata     |
| -hĩ-wã       | nom.agente      |
| -tɛ          | nom.resultado   |
| -nite        | nom.instrumento |

### Reduplicação
A reduplicação é um processo morfológico comum em kwazá e tem algumas propriedades notáveis. Trata-se não apenas de raízes lexicais e sílabas constituintes de raízes, mas também de morfemas de referência cruzada e outros morfemas, sendo uma das características gramaticais do kwazá que o torna uma língua bastante única. A reduplicação de raiz e a reduplicação da raiz primeira sílaba são outros tipos de reduplicação que podem ocorrer com várias funções diferentes.

#### Reduplicação de raiz total
A repetição total da raiz promove a intensificação da repetição, da duração e da progressão. É atestado tanto com raízes verbais quanto adverbiais. A reduplicação do único pronome interrogativo do kwazá dilɛ? 'quem' altera o seu sentido para: ‘quem mais’. Considere os seguintes exemplos:
| Língua kwazá            | Língua portuguesa           |
| ----------------------- | --------------------------- |
| hãidi=hãi'di-tse        | Está pingando               |
| hy=hy-'dwa-ki           | Ele está andando no caminho |
| dilɛ=dilɛ o'ja-xa-xa-re | Quem mais foi com você?     |

#### Reduplicação de sílabas
A repetição de uma sílaba da raiz lexical também pode provocar a intensificação ou repetição de seu significado. Frequentemente, é a primeira sílaba que é reduplicada. Algumas raízes monossilábicas que terminam em glide são apenas parcialmente reduplicadas, assim o início e o núcleo são repetidos, precedendo a raiz. Também, ocasionalmente, a sílaba final da raiz é reduplicada. A reduplicação de sílaba pode também outras funções, como a distributiva.
| Língua kwazá        | Língua portuguesa                         |
| ------------------- | ----------------------------------------- |
| do-do'te-ki         | Está vazando.                             |
| ca-ca'ri-ki dutu're | Ele matou muitos porcos.                  |
| ho-'hou-lɛ-a-ni     | Vamos reunir as pessoas (para uma festa). |
| dury-'ry-ki         | Isso está rolando sozinho.                |
| da-'dai-da-ki       | Estou tirando (coisas).                   |

#### Reduplicação de morfemas vinculados
Às vezes também são repetidas sílabas vinculadas, que carregam conteúdo semântico ou gramatical. Em ambos os exemplos a seguir, a reduplicação do classificador tem um efeito intensificador. 
| Língua kwazá | Língua portuguesa          |
| ------------ | -------------------------- |
| bɛnũ-'nũ-ki  | Ele engasgou com a fumaça. |
| hu-nũ-'nũ-ki | Está cheio de fumaça.      |

#### Reduplicação lexicalizada
Com várias raízes verbais, os resultados da reduplicação parecem ser lexicalizados. Existem muitas variações dessa forma de reduplicação, alguns exemplos podem ser visualizados a seguir:
| Língua kwazá                         | Língua portuguesa                                                 |
| ------------------------------------ | ----------------------------------------------------------------- |
| tsu'tsu-                             | Urinar                                                            |
| tsi'tsi-                             | Queimar                                                           |
| babaice-                             | Dançar                                                            |
| huhu'te-da-ki                        | Eu estava distribuindo (dando coisas para as pessoas).            |
| rilorilo'lo=hyhyrwa-'ki-cu-cwa-hỹ-ki | Eles disseram que ele andava cambaleando (depois de ser baleado). |

### Sentença

#### Palavras e partes do discurso
- As ordens mais comuns das partes dos discurso em kwazá são: Substantivo → Verbo → Objeto e Substantivo → Objeto →Verbo.[17]

- Não há verbo de ligação, assim como nesse exeplo: damu daheçwa, significa, 'não sou pato' (literalmente: “pato eu não”).[17]

- As principais partes do discurso são compostas pelos nomes, verbos, advérbios e “partículas” (como as exclamações e os ideofones).[17]

- Não há nenhuma categoria de adjetivos em kwazá [31], pois a maior parte dos adjetivos portugueses atuam, em kwazá, como verdadeiros verbos. [17]

#### Negação
A negação é expressa principalmente pelo sufixo verbal -he-. Em adição ao sufixo de negação, um marcador enfático com um efeito negativo pode ser identificado. Isso pode estar relacionado ao advérbio ĩ. Finalmente, o morfema habitual negativo -hỹsi, o qual substitui o marcador de modo do verbo.
O sufixo negativo -he- ocorre em dois tipos básicos diferentes de construções. Um expressa negação direta, e o outro envolve um contador de pressuposição. Essas construções são formalmente distintas. Na construção negativa, o sufixo -he- atrai acento, ocorre em uma posição entre o verbo inflexão de raiz e pessoa, e se o sujeito for uma terceira pessoa marcada com zero, o marcador de modo declarativo é -tse. Na construção de contrassuposição, o sufixo -he- não tem acento, ocorre na posição entre a pessoa e o marcador de modo, e o marcador de modo declarativo é -ki em todos circunstâncias .  
| Exemplo    | Significado   |
| ---------- | ------------- |
| ja-ki      | ele comeu     |
| ja-'he-tse | ele não comeu |

As perguntas podem ser feitas de forma negativa, e uma resposta negativa produz uma resposta logicamente positiva.
|                   | Pergunta                 | Resposta           |
| Língua kwazá      | 'atsile-'he-tsy-re       | ha'?ã              |
| Língua portuguesa | isso não é muito pesado? | ‘sim (isso não é)’ |

Em certas construções o elemento negativo enfático ĩ ocorre com uma conotação negativa. Quando é uma partícula, representa o advérbio ĩ ‘ociosamente’ e é homófona com o pronome da terceira pessoa ĩ 'he'. Em certas expressões, o elemento -ĩ- também ocorre dentro da palavra como uma espécie de morfema negativo enfático e às vezes relativamente expletivo. Em uma dessas expressões precede um marcador de modo monitorado de forma focal. 
|                   | Exemplo                                    |
| ----------------- | ------------------------------------------ |
| Língua kwazá      | ĩ kui-tsy-nãi-'le-xa-ki                    |
| Língua portuguesa | Oh, você continua bebendo, sem fazer nada! |

Há o raro elemento habitual negativo verbal -hỹsi. Ele substitui o marcador de modo e tem um valor negativo. Atua como uma inflexão de “modo negativo” com uma conotação de permanência. 
|                   | Exemplo                             |
| ----------------- | ----------------------------------- |
| Língua kwazá      | atsuka-'ko kui-'nãi 'e-da-hỹ-he-'ki |
| Língua portuguesa | Eu não tomo café com açúcar         |

## Cultura e vocabulário

### Números

#### Números Cardinais
Os numerais da língua kwazá são de natureza heterogênea e não constituem um sistema gramaticalizado completo. Aparenta-se haver apenas dois lexemas originais de números envolvidos no sistema numeral cardinal. As raízes tei- e aky- relacionam-se com os números 'um' e 'dois', respectivamente. O atual sistema de numeração parece ser quinário, o que sugere uma relação com os dedos da mão. No entanto, não há nomes para os dedos da mão e ninguém pode confirmar qualquer relação entre os numerais e possíveis nomes de dedos obsoletos. A palavra para 'dedo' é tsoje'xu, lit. ‘osso da mão’. As cinco principais raízes envolvidas na contagem são:
| Número | Raíz               | Significado                           |
| ------ | ------------------ | ------------------------------------- |
| 1      | tei-               | 'ser um', 'sozinho'                   |
| 2      | aky-               | 'ser dois', 'companhia'               |
| 3      | e'mã               | ‘mais um/de novo’, ‘sem companheiro’  |
| 4      | ele'le (~[ɛlɛ'lɛ]) | ‘vários / muitos / muito / enfáticos’ |
| 5      | bwa-               | ‘acabar’                              |

As raízes tei- e aky- são raízes unidas. Isso significa que elas não podem ser usadas como morfemas independentes, nem podem ser ‘zeradas’. A zero-verbalização é possível, no entanto, quando um classificador ou um morfema “adverbializante” intervém. A raiz tei- ‘um’ é geralmente atestada com o nominalizador -hỹ, e apenas uma vez com um classificador específico. Em contraste, aky- é frequentemente atestado para ocorrer com outros classificadores.: 
| Língua kwazá                      | Língua portuguesa     |
| --------------------------------- | --------------------- |
| aky-'hỹ ã'wỹi-da-ki e'ʔũ          | Eu vejo duas flores.  |
| si eto'hoi aky-'hỹ e'mã' 'e-da-ki | Eu tenho três filhos. |

Outra propriedade exclusiva de aky- ‘dois’ é a possibilidade de distinguir explicitamente referentes animados. Em vez de -hỹ, ocorre o sufixo 'animado' -ta:
| Língua kwazá  | Língua portuguesa |
| ------------- | ----------------- |
| tã'jã aky-'ta | Dois chefes.      |

O sufixo -ta é só atestado com aky- e nunca com qualquer outra raiz. Por causa de uma distribuição tão limitada, esse morfema provavelmente não é um classificador. As raízes e'mã e ele'le são morfemas independentes no sentido de que não requerem derivação ou inflexão posterior, sendo analisadas como partículas adverbiais. A raiz bwa- é verbal e recebe uma pessoa verbalizadora e um marcador de modo: bwatse ‘está finalizado’. Este verbalizador pode ser implícito, e como resultado, bwa também pode ser usado como uma partícula, desde que o contexto permita, como encerrar uma narrativa. Para uso numeral, normalmente recebe o classificador -koje 'mão': bwako'je 'cinco'(literalmente 'fim da mão').
Na família I, onde a geração mais nova fala predominantemente aikanã ou português, as pessoas costumam contar até cinco da seguinte maneira:
| Número | Raíz               | Significado |
| ------ | ------------------ | ----------- |
| 1      | tei'hỹ             | 'um'        |
| 2      | aky-hỹ             | 'dois'      |
| 3      | aky-hỹ e'mã        | ‘três’      |
| 4      | aky'hỹ e'mã ele'le | ‘quatro’    |
| 5      | bwako'je           | ‘cinco’     |

Na família II, onde todas as gerações falam kwazá como língua materna, a contagem até cinco foi feita da seguinte maneira:
| Número | Raíz     | Significado |
| ------ | -------- | ----------- |
| 1      | tei'hỹ   | 'um'        |
| 2      | aky-hỹ   | 'dois'      |
| 3      | e'mã     | ‘três’      |
| 4      | ele'le   | ‘quatro’    |
| 5      | bwako'je | ‘cinco’     |

#### Números Ordinais
Até agora, o linguísta, Hein van der Voort, encontrou apenas dois advérbios que podem funcionar como numerais ordinais. A palavra txarwa'wy 'primeiro', derivada de txa'rwa 'primeiro, agora', é um advérbio que envolve o sufixo -wy ‘na hora de’. Para 'segundo', duky'hỹ 'outro' é usado. Uma maneira mais produtiva de contar os ordinais faz uso do verbo declarativo de terceira pessoa morfema -tse como uma espécie de particípio presente:
| Número | Raíz      | Significado           |
| ------ | --------- | --------------------- |
| 1°     | tei'hỹtse | ‘é um / sendo um’     |
| 2°     | aky-hỹtse | ‘é dois / sendo dois’ |
| 3°     | e'mãtse   | ‘é três / sendo três’ |

Os numerais que terminam em -tse também podem ter apenas uma função predicativa como numerais cardinais:
yhỹ'ko aky-'hỹ-tse jere'xwa 'Aqui tem dois cachorros.'
axy-'na aky-'hỹ-tse e'tay 'Na casa moram duas mulheres.'

### Língua infantil
Existe um registo lexical da fala infantil em kwazá. Também é usado por adultos como fala infantil dirigida a crianças até cerca de três anos de idade. Apenas algumas das palavras infantis mostram qualquer semelhança com palavras adultas, mas ocorrem na mesma construção gramatical como as palavras adultas fazem. Eles estão listados aqui, juntamente com seus equivalentes adultos:
| Fala infantil | Fala adulta | Significado       |
| ------------- | ----------- | ----------------- |
| ñũñũ-         | kunũ-       | mamar / amamentar |
| pã-           | kui-        | beber             |
| pau-          | tsoroi-     | correr            |
| pyu-          | ja-         | comer             |
| pu-           | hyja-       | cair              |
| tɛtɛ-         | cucu-       | andar             |
| txiwi-        | tomã-       | tomar banho       |
| txubitxu'bi   | kahɛ̃ʔỹhỹ    | animal que pica   |
| txuʔũrjỹ-     | buʔũrjỹ-    | sentar            |
| txœ-          | tumjỹte-    | cair na água      |
| uʔu-          | wãwỹi-      | dormir            |
| wãwã          | mãrɛ̃ʔa      | Ocidental         |

Há uma semelhança fonética entre ñũñũ- e adulto kunũ- ‘amamentar’, entre tɛtɛ- 'andar' e cucu- 'estar pisando', e talvez entre uʔu- 'dormir' e ũi- 'deitar'. Nenhuma origem provável foi encontrada - seja em kwazá ou, até agora, nas línguas vizinhas- para as outras palavras. A palavra wãwã ‘Ocidental’ é um substantivo. O equivalente adulto mãrɛ̃ʔa significa originalmente ‘espírito’, mas não foi atestado se esse sentido se aplica a wãwã. Não está claro a qual categoria a palavra txu'bitxu'bi 'animal que pica (por exemplo, uma aranha, cobra, etc.)’ pertence. A palavra txœ- 'cair na água' é provavelmente baseado em onomatopeias. Aqui estão alguns exemplos de uso dirigido por crianças deste registro:
| Língua kwazá | Língua portuguesa      |
| ------------ | ---------------------- |
| 'pu-xa-tsi   | Cuidado para não cair! |
| txi'wi-a-ni  | Vamos tomar um banho!  |

### Termos de cores
Existem vários termos de cores. Eles são baseados em raízes verbais semanticamente atributivas, e muitas vezes são derivados como substantivos atributivos. Algumas das raízes ocorrem obrigatoriamente com o morfema atributivo -ỹ-. Algumas raízes podem ocorrer sem o morfema atributivo com um significado diferente, embora relacionado. Alguns nomes de cores em kwazá e sua respectiva adaptação ao português estão listados a seguir:
| Cor em kwazá | Cor em português  |
| ------------ | ----------------- |
| 'be.ʔỹ-      | (muito) preto     |
| dara'hỹ-     | verde, imaturo    |
| 'ha.ʔỹ-      | branco            |
| ha'nũ.ʔỹ-    | marrom, cinza     |
| ha'xyʔỹ-     | amarelo, doente   |
| ho'ho.ʔỹ-    | preto             |
| 'ki.?ỹ-      | vermelho, laranja |
| mɛ̃'rũi?ỹ-    | azul. verde       |
| 'weu?ỹ-      | marrom, vermelho  |
| 'be-         | maduro, roxo      |
| ha'nõ-       | cinza pintado     |
| 'ki-         | maduro(a)         |

### Terminologia de idade
Existem diferentes palavras para designar pessoas durante diferentes estágios de sua vida em kwazá. Abaixo estão classificados de acordo com gênero e idade aproximada da pessoa a que se aplicam:
| Idade | Masculino  | Neutro     | Feminino   |
| ----- | ---------- | ---------- | ---------- |
| >1    |            | darato’hoi |            |
| >10   |            | eto’hoi    |            |
| >15   | etayto’hoi |            | tswato’hoi |
| >20   | tsywydy’te |            | araka’te   |
| <20   | e’tay      |            | tswa       |
| <40   |            | ha’kai     |            |
| <60   | ere’ritay  |            | ereri’xwa  |

### Músicas
A música instrumental do kwazá é cultural na região do Guaporé. Atualmente, não há pessoas que saibam tocar essas músicas. Wari, Maria Tadeu e Canderé são pessoas que ainda sabem as melodias das canções do povo kwazá. Os falantes de kwazá dizem que as letras das músicas não estão relacionadas a rituais religiosos e muitas nem possuem significados específicos. Entende-se que a música kwazá se assemelha à  aikanã em determinados aspectos, exceto na forma de cantar, e provavelmente também se originou a partir de outras línguas indígenas já extintas. As canções eram normalmente cantadas em ocasiões festivas envolvendo a comunidade local, assim como em eventos de iniciação para os meninos e as meninas da aldeia, em casamentos, ou simplesmente quando o povo tinha vontade de cantar, sem necessariamente haver alguma celebração. Infelizmente, não há muitas fontes de gravação da maioria das canções desse povo e atualmente poucos falantes compreendem as canções, É nítida situação de risco que a musicalidade, importante fator cultural, corre de desaparecer, assim como a própria língua kwazá.
O vídeo "Povos Kwazá." demonstra a realidade de indígenas kwazá que conseguem entender parcialmente a letra de uma música cantada por Maria Tadeu na língua kwazá, também há interessantes relatos sobre a vivência do povo. 
Segue a baixo o trecho de uma canção, na qual o mesmo trecho foi cantado repetidas vezes, com mudanças melódicas sutis, performada por Wari Kwazá, chamado também de Antonhão: 
jawa jãwa jawa hİkja jawarupana

### Vocabulário da língua kwazá (Manso 2013):[44]
- Kũtjẽnahere: auto-denominação dos kwazás
- tsẽtsitswa: kwazá

### Topônimos
| Kwazá      | Português                                                              |
| ---------- | ---------------------------------------------------------------------- |
| Açɨhimũ    | afluente do Rio Pimenta Bueno                                          |
| Aritjini   | Rio Chupinguaia                                                        |
| Duturemũ   | Rio do Porco                                                           |
| Hãwarẽwarẽ | Rio Melgaço                                                            |
| Jãmũ       | Rio Ipiranga, tributario do Rio Pimenta Bueno                          |
| Jũtsĩmũ    | Rio São Pedro, cf. Taikarɛ                                             |
| Kakamũ     | Rio-das-Formigas ou Igarapé-da-Maloca, tributário do Rio Pimenta Bueno |
| Kakata     | Cascata 15 de Novembro ou Igarapé Ipiranga                             |
| Omere      | Rio Omerê                                                              |
| Pitʃũrã    | Rio do Ouro, tributário do Rio Pimenta Bueno                           |
| Taikarɛ    | Rio São Pedro, cf. Jũtsimũ                                             |
| Tanaru     | Rio Tanaru, tributário do Rio Pimenta Bueno                            |
| Tumũ       | Rio Taboca                                                             |
| Tsãsãro    | Rio Tanaru, tributário do Rio Pimenta Bueno, cf. Tanaru                |
| Tʃimũte    | Rio Pimenta Bueno ou Rio Apediá, tributário do Rio Machado             |
| Unɛru      | Rio Ipiranga, tributário do Rio Pimenta Bueno                          |
| Uruhumũ    | Rio Urubu, tributário do Rio Pimenta Bueno                             |
| Ũtjadɨmũ   | Igarapé Dois Irmãos                                                    |

### Flora e fauna
| \| Kwazá \| Português \| Taxonomia \| \| -------------------------------- \| ----------------------------------------------------------------------------------------------- \| ----------------------------------------------------------------------------------------------------------------------------- \| \| açɨrɛ \| corruíra-de-casa, garrincha \| (ave da família dos trogloditídeos, Troglodytes aedon) \| \| açɨhi \| paricá, angico \| (árvore da família das mimosáceas, Anadenanthera peregrina), rapé de angico \| \| açihi \| lugar onde o pajé, prende a alma da pessoa \| \| \| açihitjo \| taboca em forma de tubo, para soprar o rapé, paricá \| \| \| açu \| cuandu, porco-espinho \| (mamífero roedor da família dos eretizontídeos, Coendou prehensilis) \| \| açukaçɨi [do português “açúcar”] \| cana-de-açúcar \| (planta da família das gramíneas, Saccharum officinarum). sin. açukakalo. var. atsukaçɨi \| \| ahurwa \| arara-canindé \| (ave da família dos psitacídeos, Ara ararauna) \| \| akwamã \| inhame, cará \| (planta da família das dioscoreáceas, Dioscorea spp.) \| \| aleçunwã \| guarantã (lit. “árvore cabo de machado”) \| (planta da família das apocináceas, Aspidosperma sp.) \| \| apara \| banana \| (planta da família das musáceas, Musa spp.) \| \| apararje \| bananal \| \| \| aparasinjũ \| banana-ouro \| (planta da família das musáceas, Musa spp.) \| \| aparaçukurje \| bico-de-guará \| (planata da família das musáceas, Heliconia hirsuta) \| \| aparatotse \| ramo \| (haste) da bananeira \| \| aparatowe \| ramo da bananeira \| \| \| araka \| piabão \| (peixe da ordem dos cipriniformes, Bryconops sp.) \| \| aratsabi \| jacamim \| (ave da família dos psofiídeos, Psophia crepitans) \| \| asitsu \| tamanduá-bandeira \| (mamífero da família dos mirmecofagídeos, Myrmecophaga tridactyla) \| \| atʃitʃi \| milho \| (planta da família das gramíneas, Zea mays) \| \| atʃitʃidara \| milho verde \| \| \| atʃitʃiʔũ \| arroz \| (planta da família das gramíneas, Oryza sp.) \| \| atʃitʃiʔũ-ɨi \| traça \| (inseto da família dos tineídeos, Tineola uterella) \| \| atʃitʃinũ \| farinha de milho, cereal \| \| \| atʃitʃiri \| pão \| \| \| atʃitʃirje \| beiju de milho \| \| \| atʃitʃiçɨitsa \| folha de milho \| \| \| atʃitʃiçɨtɛ \| peteca (jogo de mão) \| \| \| atʃitʃiçuku \| tronco, caule \| \| \| atʃitʃitohoi \| milho pequeno \| \| \| atʃitʃitose \| folha de milho \| \| \| atʃitʃi-kiɁɨ̃to \| milho vermelho (variedade de milho) \| \| \| atʃitʃi-haɨ̃hɨ̃ \| milho branco (variedade de milho) \| \| \| atʃitʃi-hohoɨ̃hɨ̃ \| milho preto (variedade de milho) \| \| \| atʃitʃiçe \| “sabugo de milho” \| \| \| atʃitʃisisi \| “cabelo do milho” \| \| \| ausisiti \| macaco-da-noite \| (mamífero da família dos cebídeos, Aotus nigriceps) \| \| awãkã-tʃihɨ̃tɛ \| maguari \| (ave da família dos ardeídeos, Ardea cocoi) \| \| awãkã-tʃũhũi \| socozinho, socoí \| (ave da família dos ardeídeos, Butorides striatus) \| \| awɨ \| arara \| (ave da família dos psitacídeos, genérico) \| \| awɨ-kiʔĩhɨ̃ \| arara-vermelha \| (ave da família dos psitacídeos, Ara chloroptera) \| \| awɨ-tʃihɨ̃tɛ \| arara-cabeção (lit. “grande”) \| (ave da família dos psitacídeos, Ara macao) \| \| awɨsikinwã \| escorrega-macaco \| (árvore da família das cesalpiniáceas, Peltogyne sp.) \| \| awo \| mandaguari \| (inseto da família dos apídeos, subfamília meliponíneos, Trigona trinidadensis) \| \| aʔũ \| veado \| (mamíferos da família dos cervídeos, Mazama spp.) \| \| aɁũ-kiɨ̃hɨ̃ \| veado-mateiro \| (mamífero da família dos cervídeos, Mazama americana) \| \| aɁũ-tʃuhũi \| veado-catingueiro \| (mamífero da família dos cervídeos, Mazama gouazoupira) \| \| ãkãkɨ̃ \| sapo-cururu (raça grande) \| (anfíbio da família dos bufonídeos, Bufo marinus) \| \| ãrũi \| anta \| (mamífero da família dos tapirídeos, Tapirus terrestris) \| \| ãrũi \| cavalo, jumento \| (mamífero da família dos equídeos, Equus ferus) \| \| ãrũi-ekjeɁe \| vaca, boi \| (mamífero da família dos bovídeos, Bos taurus) \| \| ãwãkã \| socó-boi \| (ave da família dos ardeídeos, Tigrisoma lineatum) \| \| babaɨkalo \| abacaxi \| (planta da família das bromeliáceas, Ananas comosus) \| \| baha \| macaco-de-cheiro \| (mamífero da família dos cebídeos, Saimiri sciureus) \| \| baɨkaloɁɨi \| cipó-ambé \| (planta da família das aráceas, Philodendron goeldii) \| \| beçɨi \| timbó \| (planta da família das papilionáceas, Lonchocarpus nicou) \| \| beçɨi \| timbó \| (planta da família das papilionáceas, Lonchocarpus nicou) \| \| beroha \| certa espécie de folha, utilizado para a limpeza bucal, antes de mastigar o milho para a chicha \| \| \| bibitjenũ \| pipira, tié-fogo \| (pássaro da família dos emberizídeos, Ramphocelus carbo) \| \| bɨbɨtsu \| formiga-trinca-culhão, tocandira \| (insetos da família dos formicídeos, Odontomachus chelifer e Paraponera clavata) \| \| bɨrɨrɨtũi \| biribá \| (árvore da família das anonáceas, Rollinia mucosa) \| \| bjurutε \| pinto-da-mata-coroado \| (ave da família dos formicariídeos, Formicarius colma) \| \| bubware \| murucututu \| (ave da família dos estrigídeos, Pulsatrix perspicillata) \| \| çatɨ \| caga-fogo, tataíra \| (inseto da família dos apídeos, subfamília dos meliponineos, Trigona tataira) \| \| çaɁu \| besouro-serra-pau \| (inseto da família dos cerambicídeos) \| \| çedɨçu \| jataí \| (inseto da família dos apídeos, subfamília meliponineos, Trigona jaty) \| \| çiçu \| arapaçu-de-garganta-amarela \| (ave da família dos dendrocolaptídeos, Xiphorhynchus guttatus) \| \| çɨinitõi \| limão \| (planta da família das rutáceas, Citrus aurantifolium). cf. baitsitõi \| \| çɨitjo \| bicho-de-pé \| (inseto da família dos tungídeos, Tunga penetrans) \| \| çitɨi \| piolho \| (inseto da ordem dos ftirápteros, Pediculus spp.) \| \| çoçoto \| bacuri \| (árvore da família das clusiáceas, Platonia sp., Rheedia spp.) \| \| çoro \| taxi, formiga-de-novato \| (inseto da família dos formicídeos, Pseudomyrmex spp.) \| \| çoronã \| tatu-canastra \| (mamífero da família dos dasipodídeos, Priodontes giganteus) \| \| çoronwã \| taxi \| (árvore da família das cesalpiniáceas, Tachigali sp.) \| \| çu \| muçum \| (peixe da ordem dos simbranquiformes, Synbranchus marmoratus) \| \| çudẽrẽ \| urtiga \| (planta da família das urticáceas, Urera sp.) \| \| çui \| marico, bolsa feita da linha do tucum ou folha de buriti \| \| \| çunũtε \| traíra \| (peixe da ordem dos cipriniformes, Hoplias sp.) \| \| çurimjẽ \| batata doce \| (planta da família das convolvuláceas, Ipomoea batatas) \| \| çuruatũi \| creolim \| (árvore da família das verbenáceas, Duranta erecta) \| \| dakai \| certa espécie de lagarta, comestível \| \| \| dakainwã \| pau-brasil \| (árvore da família das cesalpiniáceas, Caesalpinia spp.) \| \| damakui \| cegonha \| (ave da família dos ciconiídeos, Euxenura maguari) \| \| damũ \| pato-do-mato \| (ave da família dos anatídeos, Cairina moschata) \| \| damũ-akutʃũ \| biguá, mergulhão \| (ave da família dos falacrocoracídeos, Phalacrocorax brasilianus) \| \| damũtɛ \| paturi, ipequi \| (ave da família dos heliornitídeos, Heliornis fulica) \| \| damũtotɛ \| lagarta-de-fogo, taturana \| (inseto da família dos megalopigídeos) \| \| darai \| minhoca \| (termo genérico para os oligoquetas) \| \| daraikaru \| embuá, piolho de cobra \| (ordem diplopódeos) \| \| darija \| cachorro-do-mato \| (mamífero da família dos canídeos, Atelocynus microtis) \| \| darija-tʃũhũi \| lobinho, raposa \| (mamífero da família dos canídeos, Cerdocyon thous) \| \| daritjoha \| caranguejeira \| (aranha da família dos terafosídeos, Avicularia spp.) \| \| darɨro \| abóbora-do-mato \| (planta da família das cucurbitáceas, Cucurbita sp.) \| \| deda \| cobra, serpente \| (genérico) \| \| deda \| arco-íris \| \| \| deda-çoronã \| cobra grande mítica \| \| \| deda-hãnãɨ̃hɨ̃ \| sucuriju \| (cobra da familia dos boídeos, Eunectes murinus) \| \| dedanũ \| veneno de cobra \| \| \| deda-wãsĩ \| cobra-papagaio \| (cobra da família dos boídeos, Corallus spp.) \| \| dihu \| imbira-amarela \| (árvore da família das anonáceas, Xylopia nitida) \| \| dɨisa \| besouro-arlequim \| (inseto da família dos cerambicídeos, Acrocinus sp.) \| \| dɨtɨi \| aranha \| (termo genérico) \| \| dɨtɨi esinjũɁe \| escorpião \| \| \| djahẽ \| tincoã, alma-de-gato \| (ave da família dos cuculídeos, Piaya cayana) \| \| djelẽdjelẽ \| periquitão-maracanã \| (ave da família dos psitacídeos, Aratinga leucophthalmus) \| \| doçwa \| japu-de-crista \| (ave da família dos icterídeos, Psarocolius decumanus) \| \| dohi \| camarão \| \| \| doi \| muçurana \| (cobra da família dos colubrídeos, Clelia clelia) \| \| doreko \| besouro-de-chifre \| (inseto da família dos escarabídeos) \| \| dore \| coelho \| (mamífero da ordem dos lagomorfos, Sylvilagus brasiliensis). cf. katsutsu “coelho” \| \| dudu \| marajá \| (planta da família das palmáceas, Bactris spp.) \| \| dudukerũ \| mumbaca \| (planta da família das palmáceas, Astrocaryum gynacanthum) \| \| dumakaru \| lacraia aquática \| \| \| dumakaruçe \| samambaia \| \| \| dumaru \| concha \| \| \| duri \| certa espécie de abelha \| \| \| dururu \| macaco-cabeludo \| (mamífero da família do cebídeos, Pithecia monachus) \| \| duruduru \| corocoró, coroca \| (ave da família dos tresquiornitídeos, Mesembrinibis cayennensis) \| \| duture \| queixada \| (mamífero da família dos taiaçuídeos, Tayassu pecari) \| \| duture wanɨ̃te \| porco (lit. -casa) \| (mamífero da família dos suídeos, Sus scrofa) \| \| duwiwi \| batuiruçu \| (ave da família dos escolopacídeos, Pluvialis dominica) \| \| duwiwiçu \| maçarico-pintado \| (ave da família dos escolopacídeos, Actitis macularia) \| \| duwiduwi \| gavião-tesoura \| (ave da família dos acipitrídeos, Elanoides forficatus) \| \| ehe \| formiga-de-fogo \| (inseto da família dos formicídeos, Solenopsis sp.) \| \| ereto \| cacau \| (árvore da família das esterculiáceas, Theobroma cacao). var. eridodo \| \| eri \| piranha-pintada \| (peixe da ordem dos cipriniformes, Serrasalmus hollandi) \| \| eri hohoɨ̃hɨ̃ \| piranha-preta \| (peixe da ordem dos cipriniformes, Serrasalmus rhombeus) \| \| erihi \| piabão \| (peixe da ordem dos cipriniformes, Astyanax sp.) \| \| etajanãko \| termo genérico dado às abelhas sem ferrão \| (família dos apídeos, subfamília dos meliponíneos) \| \| haçɛ \| cipó-titica, cipó utilizado para fazer a borda do cesto \| (planta da família das aráceas, Heteropsis jenmanii) \| \| haço \| irapuã, xupé \| (inseto da família dos apídeos, subfamília meliponíneos, Trigona ruficrus) \| \| hade \| pimenta \| (planta da família das solanáceas, Capsicum spp.) \| \| haduru \| quati \| (carnívoro da família dos procionídeos, Nasua nasua) \| \| hadutu \| murumuru \| (certa palmeira, Astrocaryum murumuru) \| \| hahe \| certa espécie de cogumelo comestível \| (genérico) \| \| haheturai \| certa espécie de cogumelo \| \| \| haisisi \| grilo de taboca \| (inseto da ordem dos ortópteros) \| \| hajere \| caititu \| (mamífero da família dos taiaçuídeos, Tayassu tajacu) \| \| hakare \| buriti \| (certa palmeira, Mauritia flexuosa) \| \| hakareçɨ \| palha de buriti \| \| \| hakareçɨi \| tanga da linha de buriti \| \| \| hakoro \| tatuquira, mosquito-palha \| (inseto da família dos psicodídeos, Phlebotomus spp.) \| \| hakoro \| jacu \| (ave da família dos cracídeos, Penelope spp.) \| \| hakoro-kiɁɨ̃hɨ̃ \| cigana \| (ave da família dos opistocomídeos, Opisthocomus hoazin) \| \| hakoro-ojaka \| aracuã \| (ave da família dos cracídeos, Ortalis motmot) \| \| haku \| cajá, taperebá \| (árvore da família das anacardiáceas, Spondias mombin) \| \| hakuçu \| cucura, uva-do-mato \| (árvore da família das cecropiáceas, Pourouma cecropiaefolia) \| \| hakuku \| pupunha \| (planta da família das palmáceas, Bactris gasipaes) \| \| hanowe \| acauã \| (ave da família dos acipitrídeos, Herpetotheres cachinnans) \| \| harai \| sarapó, tuvira \| (peixe da ordem dos gimnotiformes) \| \| harẽ \| inambu-azul, macuco \| (ave da família dos tinamídeos, Tinamus tao) \| \| hariɁiçu \| feijão \| (planta da família das papilionáceas, Phaseolus spp.) \| \| hariɁiçu hohoɁɨ̃hɨ̃ \| feijão preto \| \| \| hariɁiçutukwe \| feijão de vagem \| \| \| haru \| tatu-galinha \| (mamífero da família dos dasipodídeos, Dasypus novemcinctus) \| \| harurai \| tatu-quinze \| (mamífero da família dos dasipodídeos, Dasypus kappleri) \| \| harurairo \| bracelete de tatu \| \| \| harusa \| pulga \| (inseto da ordem dos sifonápteros) \| \| hatiseketɛ \| chapeu de palha \| \| \| hatsi \| arumã \| (planta da família das marantáceas, Calathea spp.) \| \| hatsihatsiri \| certa espécie de folha, utilizada para a limpeza bucal antes de preparar a chicha \| \| \| hatsuru \| juriti-gemedeira \| (ave da família dos columbídeos, Leptotila rufaxilla) \| \| hãkoɁɛ \| teju, jacuraru \| (lagarto da família dos teiídeos, Tupinambis merianae) \| \| hãkũi \| coró-do-padua, comestível \| (inseto da ordem dos coleópteros) \| \| hãkũĩtsĩ \| assa-peixe, pau-de-moquém \| (planta da família das compostas, Vernonia ferruginea) \| \| heçunwã \| itaúba, entaúba \| (árvore da família das lauráceas, Mezilaurus itauba) \| \| hedaka \| sororoca \| (planta da família das musáceas, Phenakospermum guianense) \| \| hedakaɁũ \| flor da sororoca \| \| \| hε \| cerejeira, imburana \| (árvore da família das papilionáceas, Amburana cearensis) \| \| hilotʃi \| lesma \| (moluscos da família dos limacídeos) \| \| hilotʃirjarwɛ \| caracol de terra \| (nome genérico) \| \| hĩtsã \| amapá \| (árvore da família das moráceas, Brosimum sp.) \| \| hĩtjẽ \| sauim-branco \| (mamífero da família dos calitriquídeos, Callithrix argentata), cf. mĩtjẽ \| \| hɨri \| macaco-prego \| (mamífero da família dos cebídeos, Cebus apella) \| \| hɨrikoro \| macaco-preto (lit. -braço) \| (mamífero da família-cebídeos, Ateles belzebuth) \| \| hɨrikoro-haɁɨ̃hɨ̃ \| macaco-barrigudo (lit. -branco) \| (mamífero da família dos cebídeos, Lagothrix lagotricha) \| \| hɨrikoro-bɛɁɨ̃hɨ̃ \| macaco-cuxiú (lit. -preto) \| (mamífero da família dos cebídeos, Chiropotes albinasus) \| \| hoi \| morcego \| (termo genérico) \| \| hoi-uruhu \| certo morcego grande \| (Artibeus sp.) \| \| hoitswatũi \| maracujá \| (planta da família das passifloráceas, Passiflora spp.) \| \| honĩçe \| certa espécie erva \| \| \| horaɨ \| certa espécie de lagarta \| \| \| hotemã \| esquilo \| (nome dado a duas espécies de mamíferos roedores da família dos ciurídeos, Sciurus spadiceus e Sciurus aestuans). var. hatemã \| \| hudai \| apuí \| (planta da família das clusiáceas, Clusia spp.) \| \| hudɨ̃-tsãrãnãhɨ̃ \| coruja-do-campo \| (ave da família dos estrigídeos, Speotyto cunicularia) \| \| huhu \| rolinha \| (ave da família dos columbídeos, Columbina spp.) \| \| huhukɨ \| mãe-da-chuva, comestível \| (anfíbio da família dos leptodactilídeos, Leptodactylus stenodema) \| \| huhuri \| taioba \| (planta da família das aráceas, Xanthosoma sagittifolium) \| \| humu \| mururé, caucho, muiratinga \| (árvore da família das moráceas, Brosimum acutifolium) \| \| hunĩ \| mamão-de-anta \| (cipó) \| \| hure \| irara \| (carnívoro da família dos mustelídeos, Eira barbara) \| \| hurerai \| mogno \| (árvore da família das meliáceas, Swietenia macrophylla) \| \| huri \| paca \| (mamífero roedor da família dos dasiproctídeos, Agouti paca) \| \| husi \| gambá, mucura \| (mamífero da família dos didelfídeos, Didelphis marsupialis) \| \| husi-hãnaɨ̃hɨ̃ \| mucura-d'água \| (mamífero da família dos didelfídeos, Chironectes minimus) \| \| husisi \| sapé, capim-vassoura \| (planta da família das gramíneas, Andropogon sp.) \| \| huwa \| mãe-da-chuva \| (anfíbio comestível da família dos leptodactilídeos, Leptodactylus pentadactylus) \| \| iriti \| certa espécie de cogumelo, comestível \| \| \| iriwa \| udu, juruva \| (ave da família dos momotídeos, Momotus momota e Baryphthengus albogularis) \| \| itjorɨ \| taoca, formiga-de-jacamim \| (inseto da família dos formicídeos, Eciton sp.) \| \| itsoɨi \| liana, cipó \| (genérico) \| \| ĩtsãi \| surucucu, pico-de-jaca \| (cobra da família dos viperídeos, Lachesis mutus) \| \| ĩtsẽ \| onça-pintada \| (eufemismo femenino para designar a onça). cf. jereçwa “onça” \| \| ĩtswẽ \| pernilongo, carapanã \| (inseto da família dos culicídeos) \| \| jakururɛ \| rícino, mamona \| (planta da família das euforbiáceas, Ricinus communis) \| \| jara \| capivara \| (mamífero roedor da família dos hidroquerídeos, Hydrochaeris hydrochaeris) \| \| jãmaɨtaɨ lokje \| formiga-de-jacu \| (inseto da família dos formicídeos, Eciton sp.) \| \| jãu \| gato \| (mamífero da família dos felídeos, Felis cattus domesticus) \| \| jereçwa \| cachorro \| (mamífero da família dos canídeos, Canis familiaris) \| \| jereçwa \| onça-pintada \| (mamífero da família dos felídeos, Panthera onca) \| \| jereçwa-erereɁɨ̃hɨ̃ \| maracajá-açú (lit. “pintado”) \| (mamífero da família dos felídeos, Felis pardalis) \| \| jereçwa-kiɁɨ̃hɨ̃ \| onça vermelha \| (mamífero da família dos felídeos, Felis concolor) \| \| jẽjẽkɨdɨ \| abelha-do-reino, oropa \| (inseto da família dos apídeos, Apis mellifera) \| \| jo \| macaxeira, mandioca \| (planta da família das euforbiáceas, Manihot utilissima) \| \| jomũ \| chicha de mandioca \| \| \| jononĩ \| farinha de mandioca \| \| \| jonũ \| sopa de mandioca \| \| \| joɁũ \| mandioca braba \| \| \| jukarɛ \| maracujá grande \| (plantas da família das passifloráceas, Passiflora spp.) \| \| jũrinwã \| certa espécie de breu \| (utilizado para encerar fios) \| \| jũtsĩ \| inambu-relogio, sururina \| (ave da família dos tinamídeos, Crypturellus soui) \| \| kaçanuje \| cipó-de-fogo \| (planta da família das dileniáceas, Davilla rugosa) \| \| kaihũhẽ \| caninana \| (cobra da família dos colubrídeos, Spilotes pullatus) \| \| kaihũhẽ \| flauta \| \| \| kaikuri \| tatu-peba \| (mamífero da família dos dasipodídeos, Euphractus sexcinctus) \| \| kaka \| formiga taracuá \| (inseto da familia dos formicídeos, Camponotus femoratus) \| \| kaka-sikikoko \| certa espécie de formiga \| (família dos formicídeos, Cephalotes atratus) \| \| kakau \| gralha-de-crista-negra \| (ave da família dos corvídeos, Cyanocorax chrysops) \| \| kamũkamũ \| marupá, cacheta \| (árvore da família das simarubáceas, Simarouba amara) \| \| kamũkamũ \| certa espécie de gafanhoto \| (inseto da ordem dos ortópteros) \| \| kanɛto \| certa espécie de cipó, cujas sementes são utilizadas para confeccionar colar \| \| \| kareçɨi \| cobra-cipó \| (cobra da família dos colubrídeos) \| \| karerɨ \| maracanã-de-cara-amarela \| (ave da família dos psitacídeos, Ara manilata) \| \| karitsutɨ \| cobra-cega \| (réptil da família dos anfisbenídeos, leptotiflopídeos e tiflopídeos) \| \| karuto \| formiga-de-correição \| (inseto da família dos formicídeos, Eciton sp.) \| \| kataɨ \| cutia \| (mamífero roedor da família dos dasiproctídeos, Dasyprocta spp.) \| \| katsutsu \| coelho \| (mamífero da ordem dos lagomorfos, Sylvilagus brasiliensis), cf. dore “coelho” \| \| kawapɛ \| barata \| (inseto da ordem dos blatídeos) \| \| kãrãwɨto \| tento, mulungu \| (árvore da família das papilionáceas, Ormosia arborea) \| \| kei \| carrapato \| (artrópode da família dos ixodídeos) \| \| keinjũ \| jatobá \| (árvore da família das cesalpiniáceas, Hymenaea courbaril) \| \| keinjũse \| resina de jatobá \| \| \| kẽitjakwe \| jatobá-mirim \| (árvore da família das cesalpiniáceas, Hymenaea sp.) \| \| kẽjãsi \| embira \| (árvore da família das anonáceas) \| \| kẽwẽ \| jabuti \| (réptil da família dos testudinídeos, Geochelone denticulata) \| \| kẽwẽdori \| tracajá \| (réptil da família dos pelomedusídeos, Podocnemis unifilis) \| \| kẽwẽ-kiɁɨ̃hɨ̃ \| jabuti-piranga \| (réptil da família dos testudinídeos, Geochelone carbonaria) \| \| Kẽwẽçu \| flauta do osso do jabuti \| \| \| kidjoro \| cogumelo \| \| \| kiharẽ \| cabreúva, pau-de-bálsamo \| (árvore da família das papilionáceas, Myroxylon balsamum) \| \| kikinjũ \| mucuim \| (família dos trombidiídeos) \| \| kile \| molusco \| (genérico) \| \| kileininjũ \| cinto de conchas \| \| \| kiloçi \| caramujo do mato \| (termo genérico) \| \| kirihiu \| japu \| (ave da família dos icterídeos, Psarocolius yuracares) \| \| kitsoroi \| osga de casa \| (réptil da família dos geconídeos, Hemidactylus mabouia), cf. tai-açinaɨ̃hɨ̃ \| \| kitsutɨ \| inambu-galinha \| (ave da família dos tinamídeos, Tinamus guttatus) \| \| kɨrɨjaje \| poraquê \| (peixe da ordem dos gimnotiformes, Electrophorus electricus) \| \| kɨrɨmũjã \| murici \| (arbusto da família das malpighiáceas, Byrsonima crassifolia) \| \| kjemãi \| maruim, mosquito-polvora \| (inseto da família dos ceratopogonídeos) \| \| kjetãrã \| cumaru-ferro \| (árvore da família das papilionáceas) \| \| kjõ \| barulho da cobra que rasteja entre folhas \| \| \| -ko \| fruta \| \| \| wiriɁuko \| açaí \| \| \| koko \| perereca-azul spp. \| (anfíbio da família dos hilídeos, Phyllomedusa spp.) \| \| kotorε \| certa espécie de perereca, comestível \| (anfíbio da família dos hilídeos, Osteocephalus taurinus) \| \| kudɨ \| cabaça \| (planta da família das cucurbitáceas, Lagenaria siceraria) \| \| kuikuijo \| cricrió-seringueiro, poaieiro \| (ave da família dos cotingídeos, Lipaugus vociferans) \| \| kujaɁu \| bacurau \| (ave da família dos caprimulgídeos, genérico) \| \| kuku \| cigarra \| (inseto da ordem dos homópteros) \| \| kumada \| fava \| (planta da família das papilionáceas, Vicia faba) \| \| kumada-sikilo \| ituí-cavalo \| (peixe da ordem dos gimnotiformes, Apteronotus albifrons) \| \| kumĩtjɛ \| vagalume, pirilampo \| (inseto da família dos elaterídeos) \| \| kurakura \| galinha \| (ave da família dos fasianídeos, Gallus gallus domesticus) \| \| kurakuraranĩ \| ovo de galinha \| \| \| kurakuratohoi \| pintinho \| \| \| kurakuratswa \| galo \| \| \| kurakuraçɨ \| galinheiro \| \| \| kureraitũi \| olho-de-boi \| (planta da família das papilionáceas, Mucuna spp.) \| \| kuriçɨi \| babaçu \| (planta da família das palmáceas, Attalea speciosa) \| \| kurɨrɨ \| cauré \| (ave da família dos falconídeos, Falco rufigularis) \| \| kurukuru \| rato-toró \| (mamífero da família do equimiídeos, Dactylomys dactylinus) \| \| kurukuru \| sapo de cor preta \| (anfíbio da família dos bufonídeos, Bufo marinus) \| \| kurwa \| uru \| (ave da família dos fasianídeos, Odontophorus gujanensis) \| \| kutɨçu \| cujubim \| (ave da família dos cracídeos, Pipile pipile) \| \| kutʃikutʃi \| gogô-de-sola \| (carnívoro da família dos procionídeos, Potos flavus) \| \| kũtjẽ \| castanha do Pará \| (árvore da família das lecitidáceas, Bertholletia excelsa) \| \| maçuku \| paxiúba-barriguda \| (planta da família das palmáceas, Iriartea ventricosa) \| \| makalai \| espírito \| (possivelmente o nome de um povo que foi extinto e começou a fazer parte da mitologia) \| \| makuitʃato \| pomba-pedrês \| (ave da família dos columbídeos, Columba speciosa) \| \| mama \| pau-mole \| (árvore da família das tiliáceas, Apeiba sp.) \| \| manakuɁɨi \| massaranduba \| (árvore da família das sapotáceas, Manilkara huberi) \| \| manariçu \| arumã \| (plantas da família das marantáceas, Calathea spp., Ischnosiphon spp.) \| \| manini \| peixe \| (genérico) \| \| maninitɛ \| surubim \| (peixe da ordem dos siluriformes, Pseudoplatystoma fasciatum) \| \| manini-jereçwa \| peixe-cachorro \| (peixe da ordem dos cipriniformes, Hydrolycus sp.) \| \| maninitsu \| vara de pescar \| \| \| maninitsumãi \| anzol \| \| \| maniniɁɨi \| linha de pescar \| \| \| marɛɁarɛ \| saci, saci-faisão \| (ave da família dos cuculídeos, Tapera naevia e Dromococcyx spp.) \| \| marɛɁa-ekasiɛ \| rasga-mortalha, suindara \| (ave da família dos titonídeos, Tyto alba) \| \| marai \| anambé-pombo \| (ave da família dos cotingídeos, Gymnoderus foetidus) \| \| matĩrĩ \| chico preto, graúna-grande \| (ave da família dos icterídeos, Scaphidura oryzivora) \| \| matja \| abiurana \| (árvore da família das sapotáceas, Pouteria spp.) \| \| mãbi \| flecha, bambu \| (planta da família das gramíneas, Bambusa sp.) \| \| mãbikã \| carregador de flecha \| \| \| mãbilotʃwɛ \| cartucho \| \| \| mãbisĩ \| carregador de bala \| \| \| mãbitaka \| flecha \| \| \| mãbitorõi (tʃuhũi) \| bala \| \| \| mãbi ɛkarãtɛ \| limpador de cartucho \| \| \| mãrãkãkã \| araçari-de-bico-de-marfim \| (ave da família dos ranfastídeos, Pteroglossus azara) \| \| mãtete \| lontrinha \| (carnívoro da família dos mustelídeos, Lutra longicaudis) \| \| mãtja \| abiu do mato, abiurana \| (árvore da família das sapotáceas, Pouteria spp.) \| \| merumeru \| mamangaba \| (inseto da família dos apídeos, Bombus spp.) \| \| mẽsĩ \| inajá \| (planta da família das palmáceas, Attalea maripa) \| \| mĩdo \| pariri, frutão \| (árvore da família das sapotáceas, Pouteria pariry) \| \| mĩkãrẽ \| taioba \| (planta da família das areáceas, Xanthosoma sagittifolium) \| \| mĩu \| chicha \| \| \| mĩtjẽ \| sauim-branco \| (mamífero da família dos calitriquídeos, Callithrix argentata). cf. hĩtjẽ \| \| mõuru \| pica-pau-grande \| (aves da família dos picídeos, Dryocopus lineatus e Campephilus spp.) \| \| mukuwa \| fruta-do-macaco \| (árvore silvestre) \| \| murɨtjɨ \| cedro-lagoano, araputanga \| (árvore da família das meliáceas, Swietenia sp.) \| \| mũli \| anu \| (ave da família dos cuculídeos, Crotophaga spp.) \| \| nanaɁũ \| ipê-amarelo, pau-d'arco \| (árvore da família das bignoniáceas, Tabebuia sp.) \| \| nasa \| potó, percevejo \| (inseto da ordem dos hemípteros) \| \| nãi \| berne, larva de mosca \| (mosca da família dos cuterebrídeos, Dermatobia hominis) \| \| nãrãku \| saracura \| (ave da família dos ralídeos, Aramides cajanea) \| \| nãtsĩrĩ \| lacraia, centopéia \| (antrópodes da ordem dos quilópodes) \| \| njũsato \| besouro rola-bosta, escaravelho \| (inseto da família dos escarabídeos) \| \| nuhai \| quero-quero \| (ave da família dos caradriídeos, Vanellus chilensis) \| \| nuhitʃuru \| libélula, jacinto \| (inseto da família dos libelulídeos). var. nũjũnũjũ \| \| nuiriri \| andorinha \| (ave da família dos hirundinídeos e apodídeos, genérico) \| \| nũhjũ \| pin cuiabano \| \| \| nũiriri \| urubuzinho, tapera \| (ave da família dos buconídeos, Chelidoptera tenebrosa) \| \| nũtenũnwɨ̃ \| breu \| (árvore da família das burseráceas, genérico) \| \| olu \| mutum-cavalo \| (ave da família dos cracídeos, Pauxi tuberosa) \| \| ouku \| anhuma, alencó \| (ave da família dos anhimídeos, Anhima cornuta) \| \| outo \| pássaro \| (genérico) \| \| outorɛ \| passarinho \| (genérico) \| \| outorɛ-hanãɨ̃hɨ̃ \| cardeal \| (ave da família dos fringilídeos, Paroaria gularis) \| \| owi \| certa espécie de lagarta comestível \| \| \| owɨ \| jenipapo \| (árvore da família das rubiáceas, Genipa americana) \| \| owɨsikinjã \| escorrega-macaco \| (árvore da família das cesalpiniáceas, Peltogyne sp.) \| \| owɨtikje \| garapa \| (árvore da família das cesalpiniáceas, Apuleia sp.) \| \| owɨto \| pama \| (árvore da família das moráceas, Pseudolmedia laevigata) \| \| paira \| jurubeba \| (planta da família das solanáceas, Solanum spp.) \| \| perjutsjenjũ \| tesourinha \| (ave da familia dos tiranídeos, Muscivora tyrannus) \| \| pirimjusu \| ariramba \| (aves da família dos galbulídeos, Galbula spp.) \| \| pororõtɛ \| mosca \| (insetos da família dos muscídeos, Musca spp.) \| \| poraraɨ \| erva-de-São-João \| (planta da família das compostas, Ageratum conyzoides) \| \| pura \| mariposa-beija-flor \| (inseto da família dos esfingídeos) \| \| purukui \| mirindiba, capitão \| (árvore da família das combretáceas, Terminalia brasiliensis) \| \| purutʃa \| camapu \| (planta da família das solanáceas, Physalis spp.) \| \| sakarũ \| arraia \| (peixe da ordem dos rajiformes, Potamotrygon spp.) \| \| sikitje \| tamboatá \| (peixe da ordem dos siluriformes, Hoplosternum spp.) \| \| sirisiri \| mambira \| (mamífero da família dos mirmecofagídeos, Tamandua tetradactyla) \| \| sisiriekai \| pinto-d'água-comum \| (ave da família dos ralídeos, Laterallus melanophaius) \| \| sitso \| martim-pescador \| (ave da família dos alcedinídeos, Chloroceryle spp. e Ceryle sp.) \| \| sĩlo \| japiim, guaxe \| (ave da família dos icterídeos, Cacicus cela) \| \| sĩlo \| japim, guaxe \| (ave da família dos icterídeos, Cacicus haemorrhous) \| \| tai \| calango, lagarto \| (termo genérico) \| \| tai-ekũkũtɛ \| camaleão, iguana \| (lagarto da família dos iguanídeos, Iguana iguana) \| \| tai-marɛɁa \| osga, lagartixa \| (lagarto da família dos geconídeos, Thecadactylus rapicaudus) \| \| tai-tsjõ \| papa-vento \| (lagarto da família dos iguanídeos, Plica umbra e Anolis fuscoauratus) \| \| tai-açinaɨ̃hɨ̃ \| osga de casa \| (lagarto da família dos geconídeos, Hemidactylus mabouia), cf. kitsoroi \| \| takanãsinwɨ̃ \| quina \| (árvore da família das simarubáceas, cuja casca é utilizada contra a febre, Simaba cedron) \| \| takwa \| jacaré \| (termo genérico dado aos répteis da família dos aligatorídeos, Caiman crocodilus e Paleosuchus trigonatus) \| \| takwa-narẽtʃa \| jibóia \| (cobras da família dos boídeos, Boa constrictor e Epicrates cenchria) \| \| takwasinjũ \| rabo do jacaré \| \| \| tamũkɨ \| guariba \| (mamífero da familia dos cebídeos, Alouatta seniculus) \| \| tananũko \| amescaroeira \| (árvore usada para fazer tábuas) \| \| tanã \| jaborandi \| (árvore da família das rutáceas, Pilocarpus sp.) \| \| taramãçu \| tocandira \| (inseto da família das formicídeos, Dinoponera gigantea) \| \| taru \| pau-buchudo, pau-barrigudo \| \| \| tauta \| preguiça-de-bentinho \| (mamífero da família dos bradipodídeos, Bradypus variegatus) \| \| tãtsɨ̃hɨ̃ \| certa espécie de perereca \| (anfíbio da família dos hilídeos) \| \| tekore \| jeju \| (peixe da ordem dos cipriniformes, Hoplerythrinus unitaeniatus) \| \| tekoretɛ \| acarapuru, moroba \| (peixe da ordem dos cipriniformes, Erythrinus erythrinus) \| \| temũ \| piau, aracu \| (peixe da ordem dos cipriniformes, Anostomus sp., Leporinus sp. e Schizodon sp.) \| \| terai \| pomba-galega \| (ave da família dos columbídeos, Columba cayennensis) \| \| terei \| pacu-prata \| (peixe da ordem dos cipriniformes, Metynnis sp.) \| \| terei-hohoɨ̃hɨ̃ \| pacu \| (peixe da ordem dos cipriniformes, Tometes sp.) \| \| tɛte \| borrachudo, pium \| (inseto da família dos simuliídeos, Simulium spp.) \| \| -tidi suf. \| larva de \| (palmeira) \| \| tɨrihi \| marimbondo-sargento \| (come-se a larva) \| \| tjaɨ \| jaracatiá, mamão, mamoeiro-do-mato \| (planta da família das caricáceas, Jacaratia sp. e Carica papaya) \| \| tjẽçu \| beija-flor \| (ave da família dos troquilídeos, genérico) \| \| tjẽrĩ \| amendoim \| (planta da família das papilionáceas, Arachis hypogaea) \| \| tjokuru \| aricuri, bacuri \| (árvore da família das palmáceas, Attalea phalerata) \| \| tjokurui \| coró do buriti \| (inseto comestível da ordem dos coleópteros) \| \| tjukwe \| ingá \| (árvore da família das mimosáceas, Inga spp.) \| \| tjutjutjudɨtsahã \| corujinha \| (ave da família dos estrigídeos, Otus spp. e Ciccaba spp.) \| \| toitoinje \| capim \| (termo genérico, família das gramíneas) \| \| toro \| urucu \| (planta da família das bixáceas, Bixa orellana) \| \| toromũrai \| papa-moscas-vermelho \| (ave da família dos tiranídeos, Pyrocephalus rubinus) \| \| toto \| maitaca, maritaca \| (ave da família dos psitacídeos, Pionus menstruus) \| \| tu \| enxu, lechiguana, siçuíra \| (inseto da família dos vespídeos, Nectarina lecheguana) \| \| tuçe \| negra-mina \| (árvore do cerrado) \| \| tuituinjerɛ \| papa-capim \| (ave da família dos fringilídeos, genérico) \| \| tukutɛ \| cedro \| (árvore da família das meliáceas, Cedrela fissilis) \| \| twãtsɨsikɛ \| juruva-de-bico-largo \| (ave da família dos momotídeos, Electron platyrhynchum) \| \| tsetseritse \| borboleta \| (inseto da família das borboletas, genérico) \| \| tsẽhumãi \| formiga-açucareira, formiga-boca-azeda \| (inseto da família dos formicídeos) \| \| tsikitsiki \| certa espécie de formiga \| \| \| tsilɛ \| tanajura \| (fêmea alada de saúva, inseto da família dos formicídeos) \| \| tsilɛmãi \| saúva \| (inseto da família dos formicídeos, Atta spp.) \| \| tsilenu \| formigueiro \| \| \| tsileroha \| bodó, acari \| (peixes da família dos loricariídeos, genérico) \| \| tsileçwa \| formigueiro \| \| \| tsiloto \| seringueira \| (árvore da família das euforbiáceas, Hevea spp.) \| \| tsilototɛ \| semente da seringueira \| \| \| tsiriatu \| rouxinol, primavera \| (ave da família dos icterídeos, Icterus cayanensis) \| \| tsĩ \| inambu-preto \| (ave da família dos tinamídeos, Crypturellus strigulosus) \| \| tsɨtsɨidjoɁɛ \| mosquinha-da-fruta \| (inseto da família dos drosofilídeos) \| \| tsjatoro \| cobra-coral \| (cobras da família das serpentes, Micrurus spp.) \| \| tsɨitsu \| mandi \| (peixes da família dos siluriformes, Pimelodus spp. e Pimelodella sp.) \| \| tsotsinĩnjẽ \| algodoeiro \| (planta da família das malváceas, Gossypium spp.) \| \| tsurububu \| surucuã \| (ave da família dos trogonídeos, Trogon melanurus e Trogon collaris) \| \| tsururu \| caburé \| (ave da família dos estrigídeos, Glaucidium hardyi) \| \| tsurumutete \| arapaçu-de-bico-torto \| (ave da família dos dendrocolaptídeos, Campylorhamphus trochilirostris) \| \| tsutu \| cobra jararaca \| (cobra da família dos viperídeos, Bothrops spp.) \| \| tʃaja \| cedro \| (árvore da família das meliáceas, Cedrela fissilis) \| \| tʃãrãiçu \| certa espécie de perereca \| (anfíbios da família dos hilídeos, Scinax spp.) \| \| tʃikere \| pica-pau-negro \| (ave da família dos picídeos, Melanerpes cruentatus) \| \| tʃitʃilu \| gafanhoto, grilo \| (inseto da ordem dos ortópteros) \| \| tʃɨrɨpei \| certa árvore do cerrado, de fruta comestível \| \| \| tʃubitʃubi \| minhoca \| (palavra utilizada somente na fala de criança) \| \| tʃudurikawa \| garrinchão \| (ave da família dos trogloditídeos, Campylorhynchus sp.) \| \| tʃukui \| periquito \| (ave da família dos psitacídeos) \| \| tʃupẽpẽ \| tiriba-pintada \| (ave da família dos psitacídeos, Pyrrhura sp.) \| \| uhu \| garça \| (ave da família dos ardeídeos, Casmerodius sp. e Egretta sp.) \| \| uhu-tʃũhũi \| garça-real \| (ave da família dos ardeídeos, Pilherodius pileatus) \| \| ui \| tabaco \| (planta da família das solanáceas, Nicotiana tabacum) \| \| ukato \| certa perereca comestível \| (anfíbio da família dos hilídeos, Hyla boans) \| \| ukenũ \| pequiá \| (planta da família das cariocaráceas, Caryocar villosum) \| \| ukesĩ \| pequiarana \| (planta da família das cariocaráceas, Caryocar glabrum) \| \| ukiri \| periquito-de-asa-dourada, apuim \| (ave da família dos psitacídeos, Brotogeris chrysoptera e Touit huetii) \| \| urɨ̃rai \| acará \| (peixe da família dos ciclídeos, genérico) \| \| uru \| patauá \| (planta da família das palmáceas, Oenocarpus bataua) \| \| uruçeçu \| bacaba \| (planta da família das palmáceas, Oenocarpus bacaba) \| \| uruhu \| urubu \| (ave da família dos catartídeos, genérico) \| \| urumãinwa \| cajueiro \| (árvore da família das anacardiáceas, Anacardium occidentale) \| \| ururitsunwɨ̃ \| cambará-rosa \| (árvore da família das verbenáceas, Lantana sp.) \| \| ururu \| mutuca \| (inseto da família dos tabanídeos) \| \| urutɛ \| girino \| (termo genérico) \| \| utetaɨ \| inambu-chorão \| (ave da família dos tinamídeos, Crypturellus strigulosus) \| \| ũtjadɨ \| gavião \| (ave da família acipitrídeos, genérico) \| \| ũtjadɨ-haɨ̃hɨ̃ \| gavião-branco \| (ave da família dos acipitrídeos, Leucopternis albicollis) \| \| ũtjadi-tʃihɨ̃te \| gavião-real \| (ave da família dos acipitrídeos, Harpia harpyja) \| \| ũtjadi-hohoɁɨ̃hɨ̃ \| gavião-pega-macaco \| (ave da família dos acipitrídeos, Spizaetus tyrannus e Spizaetus ornatus) \| \| ũtjadi-tʃũhũi \| falcão-caboré, falcão relógio (lit. “pequeno”) \| (ave da família dos falconídeos, Micrastur spp.) \| \| wade \| tucumã \| (planta da família das palmáceas, Astrocaryum tucuma) \| \| wadeçɨi \| fibra do tucumã \| \| \| wakaro \| mucura-xixica \| (mamífero da família dos didelfídeos, Caluromys philander) \| \| warinjũ \| certa espécie de árvore com látex \| \| \| waruka \| rato \| (mamífero roedor da família dos murídeos, genérico) \| \| watsɛ \| maracanã sp. \| (ave da família psitacídeos, Ara severa) \| \| watsɛ ekõkõtɛ \| anacã (lit. “gago”) \| (ave da família dos psitacídeos, Deroptyus accipitrinus) \| \| watsɨrai \| imbaúba \| (árvore da família das cecropiáceas, Cecropia spp. e Pourouma spp.) \| \| waukɨdɨ \| urutau-grande \| (ave da família dos nictibiídeos, Nyctibius grandis) \| \| wã \| vespa, marimbondo \| (termo genérico) \| \| wã-manarɨ \| marimbondo-peneira \| \| \| wã-tʃihɨ̃tɛ \| marimbondo-caçador \| (inseto da família dos pompilídeos, Pepsis sp.) \| \| wãrũwãrũ \| zogue-zogue \| (mamífero da família dos cebídeos, Callicebus moloch) \| \| wãtsĩ \| papagaio-caboclo \| (ave da família dos psitacídeos, Amazona farinosa) \| \| wãwã \| cunauaru \| (anfíbio da família dos hilídeos, Phrynohyas resinifictrix) \| \| wero \| papagaio-estrela \| (ave da família dos psitacídeos, Amazona ochrocephala) \| \| wesi \| bambu \| (planta da família das gramíneas, Bambusa spp.) \| \| wesi erokeɁɛ \| denominação dada a várias espécies de flechas \| \| \| winɨkalo \| tiririca \| (planta da família das ciperáceas, Scleria spp.) \| \| wiriɁu \| açaí, jussara \| (planta da família das palmáceas, Euterpe oleracea) \| \| wɨçɨi \| paxiúba \| (planta da família das palmáceas, Socratea exorrhiza) \| \| wɨitsitsu \| maracajá-peludo \| (mamífero da família dos felídeos, Felis wiedii) \| \| wɨ̃wɨ̃kurju \| gavião-preto, gavião-caipira \| (ave da família dos acipitrídeos, Buteogallus urubitinga) \| |                                                                                                 | |
| Kwazá | Português                                                                                       | Taxonomia |
| açɨrɛ | corruíra-de-casa, garrincha                                                                     | (ave da família dos trogloditídeos, Troglodytes aedon)                                                                        |
| açɨhi | paricá, angico                                                                                  | (árvore da família das mimosáceas, Anadenanthera peregrina), rapé de angico                                                   |
| açihi | lugar onde o pajé, prende a alma da pessoa                                                      | |
| açihitjo | taboca em forma de tubo, para soprar o rapé, paricá                                             | |
| açu | cuandu, porco-espinho                                                                           | (mamífero roedor da família dos eretizontídeos, Coendou prehensilis)                                                          |
| açukaçɨi [do português “açúcar”] | cana-de-açúcar                                                                                  | (planta da família das gramíneas, Saccharum officinarum). sin. açukakalo. var. atsukaçɨi                                      |
| ahurwa | arara-canindé                                                                                   | (ave da família dos psitacídeos, Ara ararauna)                                                                                |
| akwamã | inhame, cará                                                                                    | (planta da família das dioscoreáceas, Dioscorea spp.)                                                                         |
| aleçunwã | guarantã (lit. “árvore cabo de machado”)                                                        | (planta da família das apocináceas, Aspidosperma sp.)                                                                         |
| apara | banana                                                                                          | (planta da família das musáceas, Musa spp.)                                                                                   |
| apararje | bananal                                                                                         | |
| aparasinjũ | banana-ouro                                                                                     | (planta da família das musáceas, Musa spp.)                                                                                   |
| aparaçukurje | bico-de-guará                                                                                   | (planata da família das musáceas, Heliconia hirsuta)                                                                          |
| aparatotse | ramo                                                                                            | (haste) da bananeira |
| aparatowe | ramo da bananeira                                                                               | |
| araka | piabão                                                                                          | (peixe da ordem dos cipriniformes, Bryconops sp.)                                                                             |
| aratsabi | jacamim                                                                                         | (ave da família dos psofiídeos, Psophia crepitans)                                                                            |
| asitsu | tamanduá-bandeira                                                                               | (mamífero da família dos mirmecofagídeos, Myrmecophaga tridactyla)                                                            |
| atʃitʃi | milho                                                                                           | (planta da família das gramíneas, Zea mays)                                                                                   |
| atʃitʃidara | milho verde                                                                                     | |
| atʃitʃiʔũ | arroz                                                                                           | (planta da família das gramíneas, Oryza sp.)                                                                                  |
| atʃitʃiʔũ-ɨi | traça                                                                                           | (inseto da família dos tineídeos, Tineola uterella)                                                                           |
| atʃitʃinũ | farinha de milho, cereal                                                                        | |
| atʃitʃiri | pão                                                                                             | |
| atʃitʃirje | beiju de milho                                                                                  | |
| atʃitʃiçɨitsa | folha de milho                                                                                  | |
| atʃitʃiçɨtɛ | peteca (jogo de mão)                                                                            | |
| atʃitʃiçuku | tronco, caule                                                                                   | |
| atʃitʃitohoi | milho pequeno                                                                                   | |
| atʃitʃitose | folha de milho                                                                                  | |
| atʃitʃi-kiɁɨ̃to | milho vermelho (variedade de milho)                                                             | |
| atʃitʃi-haɨ̃hɨ̃ | milho branco (variedade de milho)                                                               | |
| atʃitʃi-hohoɨ̃hɨ̃ | milho preto (variedade de milho)                                                                | |
| atʃitʃiçe | “sabugo de milho”                                                                               | |
| atʃitʃisisi | “cabelo do milho”                                                                               | |
| ausisiti | macaco-da-noite                                                                                 | (mamífero da família dos cebídeos, Aotus nigriceps)                                                                           |
| awãkã-tʃihɨ̃tɛ | maguari                                                                                         | (ave da família dos ardeídeos, Ardea cocoi)                                                                                   |
| awãkã-tʃũhũi | socozinho, socoí                                                                                | (ave da família dos ardeídeos, Butorides striatus)                                                                            |
| awɨ | arara                                                                                           | (ave da família dos psitacídeos, genérico)                                                                                    |
| awɨ-kiʔĩhɨ̃ | arara-vermelha                                                                                  | (ave da família dos psitacídeos, Ara chloroptera)                                                                             |
| awɨ-tʃihɨ̃tɛ | arara-cabeção (lit. “grande”)                                                                   | (ave da família dos psitacídeos, Ara macao)                                                                                   |
| awɨsikinwã | escorrega-macaco                                                                                | (árvore da família das cesalpiniáceas, Peltogyne sp.)                                                                         |
| awo | mandaguari                                                                                      | (inseto da família dos apídeos, subfamília meliponíneos, Trigona trinidadensis)                                               |
| aʔũ | veado                                                                                           | (mamíferos da família dos cervídeos, Mazama spp.)                                                                             |
| aɁũ-kiɨ̃hɨ̃ | veado-mateiro                                                                                   | (mamífero da família dos cervídeos, Mazama americana)                                                                         |
| aɁũ-tʃuhũi | veado-catingueiro                                                                               | (mamífero da família dos cervídeos, Mazama gouazoupira)                                                                       |
| ãkãkɨ̃ | sapo-cururu (raça grande)                                                                       | (anfíbio da família dos bufonídeos, Bufo marinus)                                                                             |
| ãrũi | anta                                                                                            | (mamífero da família dos tapirídeos, Tapirus terrestris)                                                                      |
| ãrũi | cavalo, jumento                                                                                 | (mamífero da família dos equídeos, Equus ferus)                                                                               |
| ãrũi-ekjeɁe | vaca, boi                                                                                       | (mamífero da família dos bovídeos, Bos taurus)                                                                                |
| ãwãkã | socó-boi                                                                                        | (ave da família dos ardeídeos, Tigrisoma lineatum)                                                                            |
| babaɨkalo | abacaxi                                                                                         | (planta da família das bromeliáceas, Ananas comosus)                                                                          |
| baha | macaco-de-cheiro                                                                                | (mamífero da família dos cebídeos, Saimiri sciureus)                                                                          |
| baɨkaloɁɨi | cipó-ambé                                                                                       | (planta da família das aráceas, Philodendron goeldii)                                                                         |
| beçɨi | timbó                                                                                           | (planta da família das papilionáceas, Lonchocarpus nicou)                                                                     |
| beçɨi | timbó                                                                                           | (planta da família das papilionáceas, Lonchocarpus nicou)                                                                     |
| beroha | certa espécie de folha, utilizado para a limpeza bucal, antes de mastigar o milho para a chicha | |
| bibitjenũ | pipira, tié-fogo                                                                                | (pássaro da família dos emberizídeos, Ramphocelus carbo)                                                                      |
| bɨbɨtsu | formiga-trinca-culhão, tocandira                                                                | (insetos da família dos formicídeos, Odontomachus chelifer e Paraponera clavata)                                              |
| bɨrɨrɨtũi | biribá                                                                                          | (árvore da família das anonáceas, Rollinia mucosa)                                                                            |
| bjurutε | pinto-da-mata-coroado                                                                           | (ave da família dos formicariídeos, Formicarius colma)                                                                        |
| bubware | murucututu                                                                                      | (ave da família dos estrigídeos, Pulsatrix perspicillata)                                                                     |
| çatɨ | caga-fogo, tataíra                                                                              | (inseto da família dos apídeos, subfamília dos meliponineos, Trigona tataira)                                                 |
| çaɁu | besouro-serra-pau                                                                               | (inseto da família dos cerambicídeos)                                                                                         |
| çedɨçu | jataí                                                                                           | (inseto da família dos apídeos, subfamília meliponineos, Trigona jaty)                                                        |
| çiçu | arapaçu-de-garganta-amarela                                                                     | (ave da família dos dendrocolaptídeos, Xiphorhynchus guttatus)                                                                |
| çɨinitõi | limão                                                                                           | (planta da família das rutáceas, Citrus aurantifolium). cf. baitsitõi                                                         |
| çɨitjo | bicho-de-pé                                                                                     | (inseto da família dos tungídeos, Tunga penetrans)                                                                            |
| çitɨi | piolho                                                                                          | (inseto da ordem dos ftirápteros, Pediculus spp.)                                                                             |
| çoçoto | bacuri                                                                                          | (árvore da família das clusiáceas, Platonia sp., Rheedia spp.)                                                                |
| çoro | taxi, formiga-de-novato                                                                         | (inseto da família dos formicídeos, Pseudomyrmex spp.)                                                                        |
| çoronã | tatu-canastra                                                                                   | (mamífero da família dos dasipodídeos, Priodontes giganteus)                                                                  |
| çoronwã | taxi                                                                                            | (árvore da família das cesalpiniáceas, Tachigali sp.)                                                                         |
| çu | muçum                                                                                           | (peixe da ordem dos simbranquiformes, Synbranchus marmoratus)                                                                 |
| çudẽrẽ | urtiga                                                                                          | (planta da família das urticáceas, Urera sp.)                                                                                 |
| çui | marico, bolsa feita da linha do tucum ou folha de buriti                                        | |
| çunũtε | traíra                                                                                          | (peixe da ordem dos cipriniformes, Hoplias sp.)                                                                               |
| çurimjẽ | batata doce                                                                                     | (planta da família das convolvuláceas, Ipomoea batatas)                                                                       |
| çuruatũi | creolim                                                                                         | (árvore da família das verbenáceas, Duranta erecta)                                                                           |
| dakai | certa espécie de lagarta, comestível                                                            | |
| dakainwã | pau-brasil                                                                                      | (árvore da família das cesalpiniáceas, Caesalpinia spp.)                                                                      |
| damakui | cegonha                                                                                         | (ave da família dos ciconiídeos, Euxenura maguari)                                                                            |
| damũ | pato-do-mato                                                                                    | (ave da família dos anatídeos, Cairina moschata)                                                                              |
| damũ-akutʃũ | biguá, mergulhão                                                                                | (ave da família dos falacrocoracídeos, Phalacrocorax brasilianus)                                                             |
| damũtɛ | paturi, ipequi                                                                                  | (ave da família dos heliornitídeos, Heliornis fulica)                                                                         |
| damũtotɛ | lagarta-de-fogo, taturana                                                                       | (inseto da família dos megalopigídeos)                                                                                        |
| darai | minhoca                                                                                         | (termo genérico para os oligoquetas)                                                                                          |
| daraikaru | embuá, piolho de cobra                                                                          | (ordem diplopódeos) |
| darija | cachorro-do-mato                                                                                | (mamífero da família dos canídeos, Atelocynus microtis)                                                                       |
| darija-tʃũhũi | lobinho, raposa                                                                                 | (mamífero da família dos canídeos, Cerdocyon thous)                                                                           |
| daritjoha | caranguejeira                                                                                   | (aranha da família dos terafosídeos, Avicularia spp.)                                                                         |
| darɨro | abóbora-do-mato                                                                                 | (planta da família das cucurbitáceas, Cucurbita sp.)                                                                          |
| deda | cobra, serpente                                                                                 | (genérico) |
| deda | arco-íris                                                                                       | |
| deda-çoronã | cobra grande mítica                                                                             | |
| deda-hãnãɨ̃hɨ̃ | sucuriju                                                                                        | (cobra da familia dos boídeos, Eunectes murinus)                                                                              |
| dedanũ | veneno de cobra                                                                                 | |
| deda-wãsĩ | cobra-papagaio                                                                                  | (cobra da família dos boídeos, Corallus spp.)                                                                                 |
| dihu | imbira-amarela                                                                                  | (árvore da família das anonáceas, Xylopia nitida)                                                                             |
| dɨisa | besouro-arlequim                                                                                | (inseto da família dos cerambicídeos, Acrocinus sp.)                                                                          |
| dɨtɨi | aranha                                                                                          | (termo genérico) |
| dɨtɨi esinjũɁe | escorpião                                                                                       | |
| djahẽ | tincoã, alma-de-gato                                                                            | (ave da família dos cuculídeos, Piaya cayana)                                                                                 |
| djelẽdjelẽ | periquitão-maracanã                                                                             | (ave da família dos psitacídeos, Aratinga leucophthalmus)                                                                     |
| doçwa | japu-de-crista                                                                                  | (ave da família dos icterídeos, Psarocolius decumanus)                                                                        |
| dohi | camarão                                                                                         | |
| doi | muçurana                                                                                        | (cobra da família dos colubrídeos, Clelia clelia)                                                                             |
| doreko | besouro-de-chifre                                                                               | (inseto da família dos escarabídeos)                                                                                          |
| dore | coelho                                                                                          | (mamífero da ordem dos lagomorfos, Sylvilagus brasiliensis). cf. katsutsu “coelho”                                            |
| dudu | marajá                                                                                          | (planta da família das palmáceas, Bactris spp.)                                                                               |
| dudukerũ | mumbaca                                                                                         | (planta da família das palmáceas, Astrocaryum gynacanthum)                                                                    |
| dumakaru | lacraia aquática                                                                                | |
| dumakaruçe | samambaia                                                                                       | |
| dumaru | concha                                                                                          | |
| duri | certa espécie de abelha                                                                         | |
| dururu | macaco-cabeludo                                                                                 | (mamífero da família do cebídeos, Pithecia monachus)                                                                          |
| duruduru | corocoró, coroca                                                                                | (ave da família dos tresquiornitídeos, Mesembrinibis cayennensis)                                                             |
| duture | queixada                                                                                        | (mamífero da família dos taiaçuídeos, Tayassu pecari)                                                                         |
| duture wanɨ̃te | porco (lit. -casa)                                                                              | (mamífero da família dos suídeos, Sus scrofa)                                                                                 |
| duwiwi | batuiruçu                                                                                       | (ave da família dos escolopacídeos, Pluvialis dominica)                                                                       |
| duwiwiçu | maçarico-pintado                                                                                | (ave da família dos escolopacídeos, Actitis macularia)                                                                        |
| duwiduwi | gavião-tesoura                                                                                  | (ave da família dos acipitrídeos, Elanoides forficatus)                                                                       |
| ehe | formiga-de-fogo                                                                                 | (inseto da família dos formicídeos, Solenopsis sp.)                                                                           |
| ereto | cacau                                                                                           | (árvore da família das esterculiáceas, Theobroma cacao). var. eridodo                                                         |
| eri | piranha-pintada                                                                                 | (peixe da ordem dos cipriniformes, Serrasalmus hollandi)                                                                      |
| eri hohoɨ̃hɨ̃ | piranha-preta                                                                                   | (peixe da ordem dos cipriniformes, Serrasalmus rhombeus)                                                                      |
| erihi | piabão                                                                                          | (peixe da ordem dos cipriniformes, Astyanax sp.)                                                                              |
| etajanãko | termo genérico dado às abelhas sem ferrão                                                       | (família dos apídeos, subfamília dos meliponíneos)                                                                            |
| haçɛ | cipó-titica, cipó utilizado para fazer a borda do cesto                                         | (planta da família das aráceas, Heteropsis jenmanii)                                                                          |
| haço | irapuã, xupé                                                                                    | (inseto da família dos apídeos, subfamília meliponíneos, Trigona ruficrus)                                                    |
| hade | pimenta                                                                                         | (planta da família das solanáceas, Capsicum spp.)                                                                             |
| haduru | quati                                                                                           | (carnívoro da família dos procionídeos, Nasua nasua)                                                                          |
| hadutu | murumuru                                                                                        | (certa palmeira, Astrocaryum murumuru)                                                                                        |
| hahe | certa espécie de cogumelo comestível                                                            | (genérico) |
| haheturai | certa espécie de cogumelo                                                                       | |
| haisisi | grilo de taboca                                                                                 | (inseto da ordem dos ortópteros)                                                                                              |
| hajere | caititu                                                                                         | (mamífero da família dos taiaçuídeos, Tayassu tajacu)                                                                         |
| hakare | buriti                                                                                          | (certa palmeira, Mauritia flexuosa)                                                                                           |
| hakareçɨ | palha de buriti                                                                                 | |
| hakareçɨi | tanga da linha de buriti                                                                        | |
| hakoro | tatuquira, mosquito-palha                                                                       | (inseto da família dos psicodídeos, Phlebotomus spp.)                                                                         |
| hakoro | jacu                                                                                            | (ave da família dos cracídeos, Penelope spp.)                                                                                 |
| hakoro-kiɁɨ̃hɨ̃ | cigana                                                                                          | (ave da família dos opistocomídeos, Opisthocomus hoazin)                                                                      |
| hakoro-ojaka | aracuã                                                                                          | (ave da família dos cracídeos, Ortalis motmot)                                                                                |
| haku | cajá, taperebá                                                                                  | (árvore da família das anacardiáceas, Spondias mombin)                                                                        |
| hakuçu | cucura, uva-do-mato                                                                             | (árvore da família das cecropiáceas, Pourouma cecropiaefolia)                                                                 |
| hakuku | pupunha                                                                                         | (planta da família das palmáceas, Bactris gasipaes)                                                                           |
| hanowe | acauã                                                                                           | (ave da família dos acipitrídeos, Herpetotheres cachinnans)                                                                   |
| harai | sarapó, tuvira                                                                                  | (peixe da ordem dos gimnotiformes)                                                                                            |
| harẽ | inambu-azul, macuco                                                                             | (ave da família dos tinamídeos, Tinamus tao)                                                                                  |
| hariɁiçu | feijão                                                                                          | (planta da família das papilionáceas, Phaseolus spp.)                                                                         |
| hariɁiçu hohoɁɨ̃hɨ̃ | feijão preto                                                                                    | |
| hariɁiçutukwe | feijão de vagem                                                                                 | |
| haru | tatu-galinha                                                                                    | (mamífero da família dos dasipodídeos, Dasypus novemcinctus)                                                                  |
| harurai | tatu-quinze                                                                                     | (mamífero da família dos dasipodídeos, Dasypus kappleri)                                                                      |
| harurairo | bracelete de tatu                                                                               | |
| harusa | pulga                                                                                           | (inseto da ordem dos sifonápteros)                                                                                            |
| hatiseketɛ | chapeu de palha                                                                                 | |
| hatsi | arumã                                                                                           | (planta da família das marantáceas, Calathea spp.)                                                                            |
| hatsihatsiri | certa espécie de folha, utilizada para a limpeza bucal antes de preparar a chicha               | |
| hatsuru | juriti-gemedeira                                                                                | (ave da família dos columbídeos, Leptotila rufaxilla)                                                                         |
| hãkoɁɛ | teju, jacuraru                                                                                  | (lagarto da família dos teiídeos, Tupinambis merianae)                                                                        |
| hãkũi | coró-do-padua, comestível                                                                       | (inseto da ordem dos coleópteros)                                                                                             |
| hãkũĩtsĩ | assa-peixe, pau-de-moquém                                                                       | (planta da família das compostas, Vernonia ferruginea)                                                                        |
| heçunwã | itaúba, entaúba                                                                                 | (árvore da família das lauráceas, Mezilaurus itauba)                                                                          |
| hedaka | sororoca                                                                                        | (planta da família das musáceas, Phenakospermum guianense)                                                                    |
| hedakaɁũ | flor da sororoca                                                                                | |
| hε | cerejeira, imburana                                                                             | (árvore da família das papilionáceas, Amburana cearensis)                                                                     |
| hilotʃi | lesma                                                                                           | (moluscos da família dos limacídeos)                                                                                          |
| hilotʃirjarwɛ | caracol de terra                                                                                | (nome genérico) |
| hĩtsã | amapá                                                                                           | (árvore da família das moráceas, Brosimum sp.)                                                                                |
| hĩtjẽ | sauim-branco                                                                                    | (mamífero da família dos calitriquídeos, Callithrix argentata), cf. mĩtjẽ                                                     |
| hɨri | macaco-prego                                                                                    | (mamífero da família dos cebídeos, Cebus apella)                                                                              |
| hɨrikoro | macaco-preto (lit. -braço)                                                                      | (mamífero da família-cebídeos, Ateles belzebuth)                                                                              |
| hɨrikoro-haɁɨ̃hɨ̃ | macaco-barrigudo (lit. -branco)                                                                 | (mamífero da família dos cebídeos, Lagothrix lagotricha)                                                                      |
| hɨrikoro-bɛɁɨ̃hɨ̃ | macaco-cuxiú (lit. -preto)                                                                      | (mamífero da família dos cebídeos, Chiropotes albinasus)                                                                      |
| hoi | morcego                                                                                         | (termo genérico) |
| hoi-uruhu | certo morcego grande                                                                            | (Artibeus sp.) |
| hoitswatũi | maracujá                                                                                        | (planta da família das passifloráceas, Passiflora spp.)                                                                       |
| honĩçe | certa espécie erva                                                                              | |
| horaɨ | certa espécie de lagarta                                                                        | |
| hotemã | esquilo                                                                                         | (nome dado a duas espécies de mamíferos roedores da família dos ciurídeos, Sciurus spadiceus e Sciurus aestuans). var. hatemã |
| hudai | apuí                                                                                            | (planta da família das clusiáceas, Clusia spp.)                                                                               |
| hudɨ̃-tsãrãnãhɨ̃ | coruja-do-campo                                                                                 | (ave da família dos estrigídeos, Speotyto cunicularia)                                                                        |
| huhu | rolinha                                                                                         | (ave da família dos columbídeos, Columbina spp.)                                                                              |
| huhukɨ | mãe-da-chuva, comestível                                                                        | (anfíbio da família dos leptodactilídeos, Leptodactylus stenodema)                                                            |
| huhuri | taioba                                                                                          | (planta da família das aráceas, Xanthosoma sagittifolium)                                                                     |
| humu | mururé, caucho, muiratinga                                                                      | (árvore da família das moráceas, Brosimum acutifolium)                                                                        |
| hunĩ | mamão-de-anta                                                                                   | (cipó) |
| hure | irara                                                                                           | (carnívoro da família dos mustelídeos, Eira barbara)                                                                          |
| hurerai | mogno                                                                                           | (árvore da família das meliáceas, Swietenia macrophylla)                                                                      |
| huri | paca                                                                                            | (mamífero roedor da família dos dasiproctídeos, Agouti paca)                                                                  |
| husi | gambá, mucura                                                                                   | (mamífero da família dos didelfídeos, Didelphis marsupialis)                                                                  |
| husi-hãnaɨ̃hɨ̃ | mucura-d'água                                                                                   | (mamífero da família dos didelfídeos, Chironectes minimus)                                                                    |
| husisi | sapé, capim-vassoura                                                                            | (planta da família das gramíneas, Andropogon sp.)                                                                             |
| huwa | mãe-da-chuva                                                                                    | (anfíbio comestível da família dos leptodactilídeos, Leptodactylus pentadactylus)                                             |
| iriti | certa espécie de cogumelo, comestível                                                           | |
| iriwa | udu, juruva                                                                                     | (ave da família dos momotídeos, Momotus momota e Baryphthengus albogularis)                                                   |
| itjorɨ | taoca, formiga-de-jacamim                                                                       | (inseto da família dos formicídeos, Eciton sp.)                                                                               |
| itsoɨi | liana, cipó                                                                                     | (genérico) |
| ĩtsãi | surucucu, pico-de-jaca                                                                          | (cobra da família dos viperídeos, Lachesis mutus)                                                                             |
| ĩtsẽ | onça-pintada                                                                                    | (eufemismo femenino para designar a onça). cf. jereçwa “onça”                                                                 |
| ĩtswẽ | pernilongo, carapanã                                                                            | (inseto da família dos culicídeos)                                                                                            |
| jakururɛ | rícino, mamona                                                                                  | (planta da família das euforbiáceas, Ricinus communis)                                                                        |
| jara | capivara                                                                                        | (mamífero roedor da família dos hidroquerídeos, Hydrochaeris hydrochaeris)                                                    |
| jãmaɨtaɨ lokje | formiga-de-jacu                                                                                 | (inseto da família dos formicídeos, Eciton sp.)                                                                               |
| jãu | gato                                                                                            | (mamífero da família dos felídeos, Felis cattus domesticus)                                                                   |
| jereçwa | cachorro                                                                                        | (mamífero da família dos canídeos, Canis familiaris)                                                                          |
| jereçwa | onça-pintada                                                                                    | (mamífero da família dos felídeos, Panthera onca)                                                                             |
| jereçwa-erereɁɨ̃hɨ̃ | maracajá-açú (lit. “pintado”)                                                                   | (mamífero da família dos felídeos, Felis pardalis)                                                                            |
| jereçwa-kiɁɨ̃hɨ̃ | onça vermelha                                                                                   | (mamífero da família dos felídeos, Felis concolor)                                                                            |
| jẽjẽkɨdɨ | abelha-do-reino, oropa                                                                          | (inseto da família dos apídeos, Apis mellifera)                                                                               |
| jo | macaxeira, mandioca                                                                             | (planta da família das euforbiáceas, Manihot utilissima)                                                                      |
| jomũ | chicha de mandioca                                                                              | |
| jononĩ | farinha de mandioca                                                                             | |
| jonũ | sopa de mandioca                                                                                | |
| joɁũ | mandioca braba                                                                                  | |
| jukarɛ | maracujá grande                                                                                 | (plantas da família das passifloráceas, Passiflora spp.)                                                                      |
| jũrinwã | certa espécie de breu                                                                           | (utilizado para encerar fios)                                                                                                 |
| jũtsĩ | inambu-relogio, sururina                                                                        | (ave da família dos tinamídeos, Crypturellus soui)                                                                            |
| kaçanuje | cipó-de-fogo                                                                                    | (planta da família das dileniáceas, Davilla rugosa)                                                                           |
| kaihũhẽ | caninana                                                                                        | (cobra da família dos colubrídeos, Spilotes pullatus)                                                                         |
| kaihũhẽ | flauta                                                                                          | |
| kaikuri | tatu-peba                                                                                       | (mamífero da família dos dasipodídeos, Euphractus sexcinctus)                                                                 |
| kaka | formiga taracuá                                                                                 | (inseto da familia dos formicídeos, Camponotus femoratus)                                                                     |
| kaka-sikikoko | certa espécie de formiga                                                                        | (família dos formicídeos, Cephalotes atratus)                                                                                 |
| kakau | gralha-de-crista-negra                                                                          | (ave da família dos corvídeos, Cyanocorax chrysops)                                                                           |
| kamũkamũ | marupá, cacheta                                                                                 | (árvore da família das simarubáceas, Simarouba amara)                                                                         |
| kamũkamũ | certa espécie de gafanhoto                                                                      | (inseto da ordem dos ortópteros)                                                                                              |
| kanɛto | certa espécie de cipó, cujas sementes são utilizadas para confeccionar colar                    | |
| kareçɨi | cobra-cipó                                                                                      | (cobra da família dos colubrídeos)                                                                                            |
| karerɨ | maracanã-de-cara-amarela                                                                        | (ave da família dos psitacídeos, Ara manilata)                                                                                |
| karitsutɨ | cobra-cega                                                                                      | (réptil da família dos anfisbenídeos, leptotiflopídeos e tiflopídeos)                                                         |
| karuto | formiga-de-correição                                                                            | (inseto da família dos formicídeos, Eciton sp.)                                                                               |
| kataɨ | cutia                                                                                           | (mamífero roedor da família dos dasiproctídeos, Dasyprocta spp.)                                                              |
| katsutsu | coelho                                                                                          | (mamífero da ordem dos lagomorfos, Sylvilagus brasiliensis), cf. dore “coelho”                                                |
| kawapɛ | barata                                                                                          | (inseto da ordem dos blatídeos)                                                                                               |
| kãrãwɨto | tento, mulungu                                                                                  | (árvore da família das papilionáceas, Ormosia arborea)                                                                        |
| kei | carrapato                                                                                       | (artrópode da família dos ixodídeos)                                                                                          |
| keinjũ | jatobá                                                                                          | (árvore da família das cesalpiniáceas, Hymenaea courbaril)                                                                    |
| keinjũse | resina de jatobá                                                                                | |
| kẽitjakwe | jatobá-mirim                                                                                    | (árvore da família das cesalpiniáceas, Hymenaea sp.)                                                                          |
| kẽjãsi | embira                                                                                          | (árvore da família das anonáceas)                                                                                             |
| kẽwẽ | jabuti                                                                                          | (réptil da família dos testudinídeos, Geochelone denticulata)                                                                 |
| kẽwẽdori | tracajá                                                                                         | (réptil da família dos pelomedusídeos, Podocnemis unifilis)                                                                   |
| kẽwẽ-kiɁɨ̃hɨ̃ | jabuti-piranga                                                                                  | (réptil da família dos testudinídeos, Geochelone carbonaria)                                                                  |
| Kẽwẽçu | flauta do osso do jabuti                                                                        | |
| kidjoro | cogumelo                                                                                        | |
| kiharẽ | cabreúva, pau-de-bálsamo                                                                        | (árvore da família das papilionáceas, Myroxylon balsamum)                                                                     |
| kikinjũ | mucuim                                                                                          | (família dos trombidiídeos)                                                                                                   |
| kile | molusco                                                                                         | (genérico) |
| kileininjũ | cinto de conchas                                                                                | |
| kiloçi | caramujo do mato                                                                                | (termo genérico) |
| kirihiu | japu                                                                                            | (ave da família dos icterídeos, Psarocolius yuracares)                                                                        |
| kitsoroi | osga de casa                                                                                    | (réptil da família dos geconídeos, Hemidactylus mabouia), cf. tai-açinaɨ̃hɨ̃                                                    |
| kitsutɨ | inambu-galinha                                                                                  | (ave da família dos tinamídeos, Tinamus guttatus)                                                                             |
| kɨrɨjaje | poraquê                                                                                         | (peixe da ordem dos gimnotiformes, Electrophorus electricus)                                                                  |
| kɨrɨmũjã | murici                                                                                          | (arbusto da família das malpighiáceas, Byrsonima crassifolia)                                                                 |
| kjemãi | maruim, mosquito-polvora                                                                        | (inseto da família dos ceratopogonídeos)                                                                                      |
| kjetãrã | cumaru-ferro                                                                                    | (árvore da família das papilionáceas)                                                                                         |
| kjõ | barulho da cobra que rasteja entre folhas                                                       | |
| -ko | fruta                                                                                           | |
| wiriɁuko | açaí                                                                                            | |
| koko | perereca-azul spp.                                                                              | (anfíbio da família dos hilídeos, Phyllomedusa spp.)                                                                          |
| kotorε | certa espécie de perereca, comestível                                                           | (anfíbio da família dos hilídeos, Osteocephalus taurinus)                                                                     |
| kudɨ | cabaça                                                                                          | (planta da família das cucurbitáceas, Lagenaria siceraria)                                                                    |
| kuikuijo | cricrió-seringueiro, poaieiro                                                                   | (ave da família dos cotingídeos, Lipaugus vociferans)                                                                         |
| kujaɁu | bacurau                                                                                         | (ave da família dos caprimulgídeos, genérico)                                                                                 |
| kuku | cigarra                                                                                         | (inseto da ordem dos homópteros)                                                                                              |
| kumada | fava                                                                                            | (planta da família das papilionáceas, Vicia faba)                                                                             |
| kumada-sikilo | ituí-cavalo                                                                                     | (peixe da ordem dos gimnotiformes, Apteronotus albifrons)                                                                     |
| kumĩtjɛ | vagalume, pirilampo                                                                             | (inseto da família dos elaterídeos)                                                                                           |
| kurakura | galinha                                                                                         | (ave da família dos fasianídeos, Gallus gallus domesticus)                                                                    |
| kurakuraranĩ | ovo de galinha                                                                                  | |
| kurakuratohoi | pintinho                                                                                        | |
| kurakuratswa | galo                                                                                            | |
| kurakuraçɨ | galinheiro                                                                                      | |
| kureraitũi | olho-de-boi                                                                                     | (planta da família das papilionáceas, Mucuna spp.)                                                                            |
| kuriçɨi | babaçu                                                                                          | (planta da família das palmáceas, Attalea speciosa)                                                                           |
| kurɨrɨ | cauré                                                                                           | (ave da família dos falconídeos, Falco rufigularis)                                                                           |
| kurukuru | rato-toró                                                                                       | (mamífero da família do equimiídeos, Dactylomys dactylinus)                                                                   |
| kurukuru | sapo de cor preta                                                                               | (anfíbio da família dos bufonídeos, Bufo marinus)                                                                             |
| kurwa | uru                                                                                             | (ave da família dos fasianídeos, Odontophorus gujanensis)                                                                     |
| kutɨçu | cujubim                                                                                         | (ave da família dos cracídeos, Pipile pipile)                                                                                 |
| kutʃikutʃi | gogô-de-sola                                                                                    | (carnívoro da família dos procionídeos, Potos flavus)                                                                         |
| kũtjẽ | castanha do Pará                                                                                | (árvore da família das lecitidáceas, Bertholletia excelsa)                                                                    |
| maçuku | paxiúba-barriguda                                                                               | (planta da família das palmáceas, Iriartea ventricosa)                                                                        |
| makalai | espírito                                                                                        | (possivelmente o nome de um povo que foi extinto e começou a fazer parte da mitologia)                                        |
| makuitʃato | pomba-pedrês                                                                                    | (ave da família dos columbídeos, Columba speciosa)                                                                            |
| mama | pau-mole                                                                                        | (árvore da família das tiliáceas, Apeiba sp.)                                                                                 |
| manakuɁɨi | massaranduba                                                                                    | (árvore da família das sapotáceas, Manilkara huberi)                                                                          |
| manariçu | arumã                                                                                           | (plantas da família das marantáceas, Calathea spp., Ischnosiphon spp.)                                                        |
| manini | peixe                                                                                           | (genérico) |
| maninitɛ | surubim                                                                                         | (peixe da ordem dos siluriformes, Pseudoplatystoma fasciatum)                                                                 |
| manini-jereçwa | peixe-cachorro                                                                                  | (peixe da ordem dos cipriniformes, Hydrolycus sp.)                                                                            |
| maninitsu | vara de pescar                                                                                  | |
| maninitsumãi | anzol                                                                                           | |
| maniniɁɨi | linha de pescar                                                                                 | |
| marɛɁarɛ | saci, saci-faisão                                                                               | (ave da família dos cuculídeos, Tapera naevia e Dromococcyx spp.)                                                             |
| marɛɁa-ekasiɛ | rasga-mortalha, suindara                                                                        | (ave da família dos titonídeos, Tyto alba)                                                                                    |
| marai | anambé-pombo                                                                                    | (ave da família dos cotingídeos, Gymnoderus foetidus)                                                                         |
| matĩrĩ | chico preto, graúna-grande                                                                      | (ave da família dos icterídeos, Scaphidura oryzivora)                                                                         |
| matja | abiurana                                                                                        | (árvore da família das sapotáceas, Pouteria spp.)                                                                             |
| mãbi | flecha, bambu                                                                                   | (planta da família das gramíneas, Bambusa sp.)                                                                                |
| mãbikã | carregador de flecha                                                                            | |
| mãbilotʃwɛ | cartucho                                                                                        | |
| mãbisĩ | carregador de bala                                                                              | |
| mãbitaka | flecha                                                                                          | |
| mãbitorõi (tʃuhũi) | bala                                                                                            | |
| mãbi ɛkarãtɛ | limpador de cartucho                                                                            | |
| mãrãkãkã | araçari-de-bico-de-marfim                                                                       | (ave da família dos ranfastídeos, Pteroglossus azara)                                                                         |
| mãtete | lontrinha                                                                                       | (carnívoro da família dos mustelídeos, Lutra longicaudis)                                                                     |
| mãtja | abiu do mato, abiurana                                                                          | (árvore da família das sapotáceas, Pouteria spp.)                                                                             |
| merumeru | mamangaba                                                                                       | (inseto da família dos apídeos, Bombus spp.)                                                                                  |
| mẽsĩ | inajá                                                                                           | (planta da família das palmáceas, Attalea maripa)                                                                             |
| mĩdo | pariri, frutão                                                                                  | (árvore da família das sapotáceas, Pouteria pariry)                                                                           |
| mĩkãrẽ | taioba                                                                                          | (planta da família das areáceas, Xanthosoma sagittifolium)                                                                    |
| mĩu | chicha                                                                                          | |
| mĩtjẽ | sauim-branco                                                                                    | (mamífero da família dos calitriquídeos, Callithrix argentata). cf. hĩtjẽ                                                     |
| mõuru | pica-pau-grande                                                                                 | (aves da família dos picídeos, Dryocopus lineatus e Campephilus spp.)                                                         |
| mukuwa | fruta-do-macaco                                                                                 | (árvore silvestre) |
| murɨtjɨ | cedro-lagoano, araputanga                                                                       | (árvore da família das meliáceas, Swietenia sp.)                                                                              |
| mũli | anu                                                                                             | (ave da família dos cuculídeos, Crotophaga spp.)                                                                              |
| nanaɁũ | ipê-amarelo, pau-d'arco                                                                         | (árvore da família das bignoniáceas, Tabebuia sp.)                                                                            |
| nasa | potó, percevejo                                                                                 | (inseto da ordem dos hemípteros)                                                                                              |
| nãi | berne, larva de mosca                                                                           | (mosca da família dos cuterebrídeos, Dermatobia hominis)                                                                      |
| nãrãku | saracura                                                                                        | (ave da família dos ralídeos, Aramides cajanea)                                                                               |
| nãtsĩrĩ | lacraia, centopéia                                                                              | (antrópodes da ordem dos quilópodes)                                                                                          |
| njũsato | besouro rola-bosta, escaravelho                                                                 | (inseto da família dos escarabídeos)                                                                                          |
| nuhai | quero-quero                                                                                     | (ave da família dos caradriídeos, Vanellus chilensis)                                                                         |
| nuhitʃuru | libélula, jacinto                                                                               | (inseto da família dos libelulídeos). var. nũjũnũjũ                                                                           |
| nuiriri | andorinha                                                                                       | (ave da família dos hirundinídeos e apodídeos, genérico)                                                                      |
| nũhjũ | pin cuiabano                                                                                    | |
| nũiriri | urubuzinho, tapera                                                                              | (ave da família dos buconídeos, Chelidoptera tenebrosa)                                                                       |
| nũtenũnwɨ̃ | breu                                                                                            | (árvore da família das burseráceas, genérico)                                                                                 |
| olu | mutum-cavalo                                                                                    | (ave da família dos cracídeos, Pauxi tuberosa)                                                                                |
| ouku | anhuma, alencó                                                                                  | (ave da família dos anhimídeos, Anhima cornuta)                                                                               |
| outo | pássaro                                                                                         | (genérico) |
| outorɛ | passarinho                                                                                      | (genérico) |
| outorɛ-hanãɨ̃hɨ̃ | cardeal                                                                                         | (ave da família dos fringilídeos, Paroaria gularis)                                                                           |
| owi | certa espécie de lagarta comestível                                                             | |
| owɨ | jenipapo                                                                                        | (árvore da família das rubiáceas, Genipa americana)                                                                           |
| owɨsikinjã | escorrega-macaco                                                                                | (árvore da família das cesalpiniáceas, Peltogyne sp.)                                                                         |
| owɨtikje | garapa                                                                                          | (árvore da família das cesalpiniáceas, Apuleia sp.)                                                                           |
| owɨto | pama                                                                                            | (árvore da família das moráceas, Pseudolmedia laevigata)                                                                      |
| paira | jurubeba                                                                                        | (planta da família das solanáceas, Solanum spp.)                                                                              |
| perjutsjenjũ | tesourinha                                                                                      | (ave da familia dos tiranídeos, Muscivora tyrannus)                                                                           |
| pirimjusu | ariramba                                                                                        | (aves da família dos galbulídeos, Galbula spp.)                                                                               |
| pororõtɛ | mosca                                                                                           | (insetos da família dos muscídeos, Musca spp.)                                                                                |
| poraraɨ | erva-de-São-João                                                                                | (planta da família das compostas, Ageratum conyzoides)                                                                        |
| pura | mariposa-beija-flor                                                                             | (inseto da família dos esfingídeos)                                                                                           |
| purukui | mirindiba, capitão                                                                              | (árvore da família das combretáceas, Terminalia brasiliensis)                                                                 |
| purutʃa | camapu                                                                                          | (planta da família das solanáceas, Physalis spp.)                                                                             |
| sakarũ | arraia                                                                                          | (peixe da ordem dos rajiformes, Potamotrygon spp.)                                                                            |
| sikitje | tamboatá                                                                                        | (peixe da ordem dos siluriformes, Hoplosternum spp.)                                                                          |
| sirisiri | mambira                                                                                         | (mamífero da família dos mirmecofagídeos, Tamandua tetradactyla)                                                              |
| sisiriekai | pinto-d'água-comum                                                                              | (ave da família dos ralídeos, Laterallus melanophaius)                                                                        |
| sitso | martim-pescador                                                                                 | (ave da família dos alcedinídeos, Chloroceryle spp. e Ceryle sp.)                                                             |
| sĩlo | japiim, guaxe                                                                                   | (ave da família dos icterídeos, Cacicus cela)                                                                                 |
| sĩlo | japim, guaxe                                                                                    | (ave da família dos icterídeos, Cacicus haemorrhous)                                                                          |
| tai | calango, lagarto                                                                                | (termo genérico) |
| tai-ekũkũtɛ | camaleão, iguana                                                                                | (lagarto da família dos iguanídeos, Iguana iguana)                                                                            |
| tai-marɛɁa | osga, lagartixa                                                                                 | (lagarto da família dos geconídeos, Thecadactylus rapicaudus)                                                                 |
| tai-tsjõ | papa-vento                                                                                      | (lagarto da família dos iguanídeos, Plica umbra e Anolis fuscoauratus)                                                        |
| tai-açinaɨ̃hɨ̃ | osga de casa                                                                                    | (lagarto da família dos geconídeos, Hemidactylus mabouia), cf. kitsoroi                                                       |
| takanãsinwɨ̃ | quina                                                                                           | (árvore da família das simarubáceas, cuja casca é utilizada contra a febre, Simaba cedron)                                    |
| takwa | jacaré                                                                                          | (termo genérico dado aos répteis da família dos aligatorídeos, Caiman crocodilus e Paleosuchus trigonatus)                    |
| takwa-narẽtʃa | jibóia                                                                                          | (cobras da família dos boídeos, Boa constrictor e Epicrates cenchria)                                                         |
| takwasinjũ | rabo do jacaré                                                                                  | |
| tamũkɨ | guariba                                                                                         | (mamífero da familia dos cebídeos, Alouatta seniculus)                                                                        |
| tananũko | amescaroeira                                                                                    | (árvore usada para fazer tábuas)                                                                                              |
| tanã | jaborandi                                                                                       | (árvore da família das rutáceas, Pilocarpus sp.)                                                                              |
| taramãçu | tocandira                                                                                       | (inseto da família das formicídeos, Dinoponera gigantea)                                                                      |
| taru | pau-buchudo, pau-barrigudo                                                                      | |
| tauta | preguiça-de-bentinho                                                                            | (mamífero da família dos bradipodídeos, Bradypus variegatus)                                                                  |
| tãtsɨ̃hɨ̃ | certa espécie de perereca                                                                       | (anfíbio da família dos hilídeos)                                                                                             |
| tekore | jeju                                                                                            | (peixe da ordem dos cipriniformes, Hoplerythrinus unitaeniatus)                                                               |
| tekoretɛ | acarapuru, moroba                                                                               | (peixe da ordem dos cipriniformes, Erythrinus erythrinus)                                                                     |
| temũ | piau, aracu                                                                                     | (peixe da ordem dos cipriniformes, Anostomus sp., Leporinus sp. e Schizodon sp.)                                              |
| terai | pomba-galega                                                                                    | (ave da família dos columbídeos, Columba cayennensis)                                                                         |
| terei | pacu-prata                                                                                      | (peixe da ordem dos cipriniformes, Metynnis sp.)                                                                              |
| terei-hohoɨ̃hɨ̃ | pacu                                                                                            | (peixe da ordem dos cipriniformes, Tometes sp.)                                                                               |
| tɛte | borrachudo, pium                                                                                | (inseto da família dos simuliídeos, Simulium spp.)                                                                            |
| -tidi suf. | larva de                                                                                        | (palmeira) |
| tɨrihi | marimbondo-sargento                                                                             | (come-se a larva) |
| tjaɨ | jaracatiá, mamão, mamoeiro-do-mato                                                              | (planta da família das caricáceas, Jacaratia sp. e Carica papaya)                                                             |
| tjẽçu | beija-flor                                                                                      | (ave da família dos troquilídeos, genérico)                                                                                   |
| tjẽrĩ | amendoim                                                                                        | (planta da família das papilionáceas, Arachis hypogaea)                                                                       |
| tjokuru | aricuri, bacuri                                                                                 | (árvore da família das palmáceas, Attalea phalerata)                                                                          |
| tjokurui | coró do buriti                                                                                  | (inseto comestível da ordem dos coleópteros)                                                                                  |
| tjukwe | ingá                                                                                            | (árvore da família das mimosáceas, Inga spp.)                                                                                 |
| tjutjutjudɨtsahã | corujinha                                                                                       | (ave da família dos estrigídeos, Otus spp. e Ciccaba spp.)                                                                    |
| toitoinje | capim                                                                                           | (termo genérico, família das gramíneas)                                                                                       |
| toro | urucu                                                                                           | (planta da família das bixáceas, Bixa orellana)                                                                               |
| toromũrai | papa-moscas-vermelho                                                                            | (ave da família dos tiranídeos, Pyrocephalus rubinus)                                                                         |
| toto | maitaca, maritaca                                                                               | (ave da família dos psitacídeos, Pionus menstruus)                                                                            |
| tu | enxu, lechiguana, siçuíra                                                                       | (inseto da família dos vespídeos, Nectarina lecheguana)                                                                       |
| tuçe | negra-mina                                                                                      | (árvore do cerrado) |
| tuituinjerɛ | papa-capim                                                                                      | (ave da família dos fringilídeos, genérico)                                                                                   |
| tukutɛ | cedro                                                                                           | (árvore da família das meliáceas, Cedrela fissilis)                                                                           |
| twãtsɨsikɛ | juruva-de-bico-largo                                                                            | (ave da família dos momotídeos, Electron platyrhynchum)                                                                       |
| tsetseritse | borboleta                                                                                       | (inseto da família das borboletas, genérico)                                                                                  |
| tsẽhumãi | formiga-açucareira, formiga-boca-azeda                                                          | (inseto da família dos formicídeos)                                                                                           |
| tsikitsiki | certa espécie de formiga                                                                        | |
| tsilɛ | tanajura                                                                                        | (fêmea alada de saúva, inseto da família dos formicídeos)                                                                     |
| tsilɛmãi | saúva                                                                                           | (inseto da família dos formicídeos, Atta spp.)                                                                                |
| tsilenu | formigueiro                                                                                     | |
| tsileroha | bodó, acari                                                                                     | (peixes da família dos loricariídeos, genérico)                                                                               |
| tsileçwa | formigueiro                                                                                     | |
| tsiloto | seringueira                                                                                     | (árvore da família das euforbiáceas, Hevea spp.)                                                                              |
| tsilototɛ | semente da seringueira                                                                          | |
| tsiriatu | rouxinol, primavera                                                                             | (ave da família dos icterídeos, Icterus cayanensis)                                                                           |
| tsĩ | inambu-preto                                                                                    | (ave da família dos tinamídeos, Crypturellus strigulosus)                                                                     |
| tsɨtsɨidjoɁɛ | mosquinha-da-fruta                                                                              | (inseto da família dos drosofilídeos)                                                                                         |
| tsjatoro | cobra-coral                                                                                     | (cobras da família das serpentes, Micrurus spp.)                                                                              |
| tsɨitsu | mandi                                                                                           | (peixes da família dos siluriformes, Pimelodus spp. e Pimelodella sp.)                                                        |
| tsotsinĩnjẽ | algodoeiro                                                                                      | (planta da família das malváceas, Gossypium spp.)                                                                             |
| tsurububu | surucuã                                                                                         | (ave da família dos trogonídeos, Trogon melanurus e Trogon collaris)                                                          |
| tsururu | caburé                                                                                          | (ave da família dos estrigídeos, Glaucidium hardyi)                                                                           |
| tsurumutete | arapaçu-de-bico-torto                                                                           | (ave da família dos dendrocolaptídeos, Campylorhamphus trochilirostris)                                                       |
| tsutu | cobra jararaca                                                                                  | (cobra da família dos viperídeos, Bothrops spp.)                                                                              |
| tʃaja | cedro                                                                                           | (árvore da família das meliáceas, Cedrela fissilis)                                                                           |
| tʃãrãiçu | certa espécie de perereca                                                                       | (anfíbios da família dos hilídeos, Scinax spp.)                                                                               |
| tʃikere | pica-pau-negro                                                                                  | (ave da família dos picídeos, Melanerpes cruentatus)                                                                          |
| tʃitʃilu | gafanhoto, grilo                                                                                | (inseto da ordem dos ortópteros)                                                                                              |
| tʃɨrɨpei | certa árvore do cerrado, de fruta comestível                                                    | |
| tʃubitʃubi | minhoca                                                                                         | (palavra utilizada somente na fala de criança)                                                                                |
| tʃudurikawa | garrinchão                                                                                      | (ave da família dos trogloditídeos, Campylorhynchus sp.)                                                                      |
| tʃukui | periquito                                                                                       | (ave da família dos psitacídeos)                                                                                              |
| tʃupẽpẽ | tiriba-pintada                                                                                  | (ave da família dos psitacídeos, Pyrrhura sp.)                                                                                |
| uhu | garça                                                                                           | (ave da família dos ardeídeos, Casmerodius sp. e Egretta sp.)                                                                 |
| uhu-tʃũhũi | garça-real                                                                                      | (ave da família dos ardeídeos, Pilherodius pileatus)                                                                          |
| ui | tabaco                                                                                          | (planta da família das solanáceas, Nicotiana tabacum)                                                                         |
| ukato | certa perereca comestível                                                                       | (anfíbio da família dos hilídeos, Hyla boans)                                                                                 |
| ukenũ | pequiá                                                                                          | (planta da família das cariocaráceas, Caryocar villosum)                                                                      |
| ukesĩ | pequiarana                                                                                      | (planta da família das cariocaráceas, Caryocar glabrum)                                                                       |
| ukiri | periquito-de-asa-dourada, apuim                                                                 | (ave da família dos psitacídeos, Brotogeris chrysoptera e Touit huetii)                                                       |
| urɨ̃rai | acará                                                                                           | (peixe da família dos ciclídeos, genérico)                                                                                    |
| uru | patauá                                                                                          | (planta da família das palmáceas, Oenocarpus bataua)                                                                          |
| uruçeçu | bacaba                                                                                          | (planta da família das palmáceas, Oenocarpus bacaba)                                                                          |
| uruhu | urubu                                                                                           | (ave da família dos catartídeos, genérico)                                                                                    |
| urumãinwa | cajueiro                                                                                        | (árvore da família das anacardiáceas, Anacardium occidentale)                                                                 |
| ururitsunwɨ̃ | cambará-rosa                                                                                    | (árvore da família das verbenáceas, Lantana sp.)                                                                              |
| ururu | mutuca                                                                                          | (inseto da família dos tabanídeos)                                                                                            |
| urutɛ | girino                                                                                          | (termo genérico) |
| utetaɨ | inambu-chorão                                                                                   | (ave da família dos tinamídeos, Crypturellus strigulosus)                                                                     |
| ũtjadɨ | gavião                                                                                          | (ave da família acipitrídeos, genérico)                                                                                       |
| ũtjadɨ-haɨ̃hɨ̃ | gavião-branco                                                                                   | (ave da família dos acipitrídeos, Leucopternis albicollis)                                                                    |
| ũtjadi-tʃihɨ̃te | gavião-real                                                                                     | (ave da família dos acipitrídeos, Harpia harpyja)                                                                             |
| ũtjadi-hohoɁɨ̃hɨ̃ | gavião-pega-macaco                                                                              | (ave da família dos acipitrídeos, Spizaetus tyrannus e Spizaetus ornatus)                                                     |
| ũtjadi-tʃũhũi | falcão-caboré, falcão relógio (lit. “pequeno”)                                                  | (ave da família dos falconídeos, Micrastur spp.)                                                                              |
| wade | tucumã                                                                                          | (planta da família das palmáceas, Astrocaryum tucuma)                                                                         |
| wadeçɨi | fibra do tucumã                                                                                 | |
| wakaro | mucura-xixica                                                                                   | (mamífero da família dos didelfídeos, Caluromys philander)                                                                    |
| warinjũ | certa espécie de árvore com látex                                                               | |
| waruka | rato                                                                                            | (mamífero roedor da família dos murídeos, genérico)                                                                           |
| watsɛ | maracanã sp.                                                                                    | (ave da família psitacídeos, Ara severa)                                                                                      |
| watsɛ ekõkõtɛ | anacã (lit. “gago”)                                                                             | (ave da família dos psitacídeos, Deroptyus accipitrinus)                                                                      |
| watsɨrai | imbaúba                                                                                         | (árvore da família das cecropiáceas, Cecropia spp. e Pourouma spp.)                                                           |
| waukɨdɨ | urutau-grande                                                                                   | (ave da família dos nictibiídeos, Nyctibius grandis)                                                                          |
| wã | vespa, marimbondo                                                                               | (termo genérico) |
| wã-manarɨ | marimbondo-peneira                                                                              | |
| wã-tʃihɨ̃tɛ | marimbondo-caçador                                                                              | (inseto da família dos pompilídeos, Pepsis sp.)                                                                               |
| wãrũwãrũ | zogue-zogue                                                                                     | (mamífero da família dos cebídeos, Callicebus moloch)                                                                         |
| wãtsĩ | papagaio-caboclo                                                                                | (ave da família dos psitacídeos, Amazona farinosa)                                                                            |
| wãwã | cunauaru                                                                                        | (anfíbio da família dos hilídeos, Phrynohyas resinifictrix)                                                                   |
| wero | papagaio-estrela                                                                                | (ave da família dos psitacídeos, Amazona ochrocephala)                                                                        |
| wesi | bambu                                                                                           | (planta da família das gramíneas, Bambusa spp.)                                                                               |
| wesi erokeɁɛ | denominação dada a várias espécies de flechas                                                   | |
| winɨkalo | tiririca                                                                                        | (planta da família das ciperáceas, Scleria spp.)                                                                              |
| wiriɁu | açaí, jussara                                                                                   | (planta da família das palmáceas, Euterpe oleracea)                                                                           |
| wɨçɨi | paxiúba                                                                                         | (planta da família das palmáceas, Socratea exorrhiza)                                                                         |
| wɨitsitsu | maracajá-peludo                                                                                 | (mamífero da família dos felídeos, Felis wiedii)                                                                              |
| wɨ̃wɨ̃kurju | gavião-preto, gavião-caipira                                                                    | (ave da família dos acipitrídeos, Buteogallus urubitinga)                                                                     |